# V city

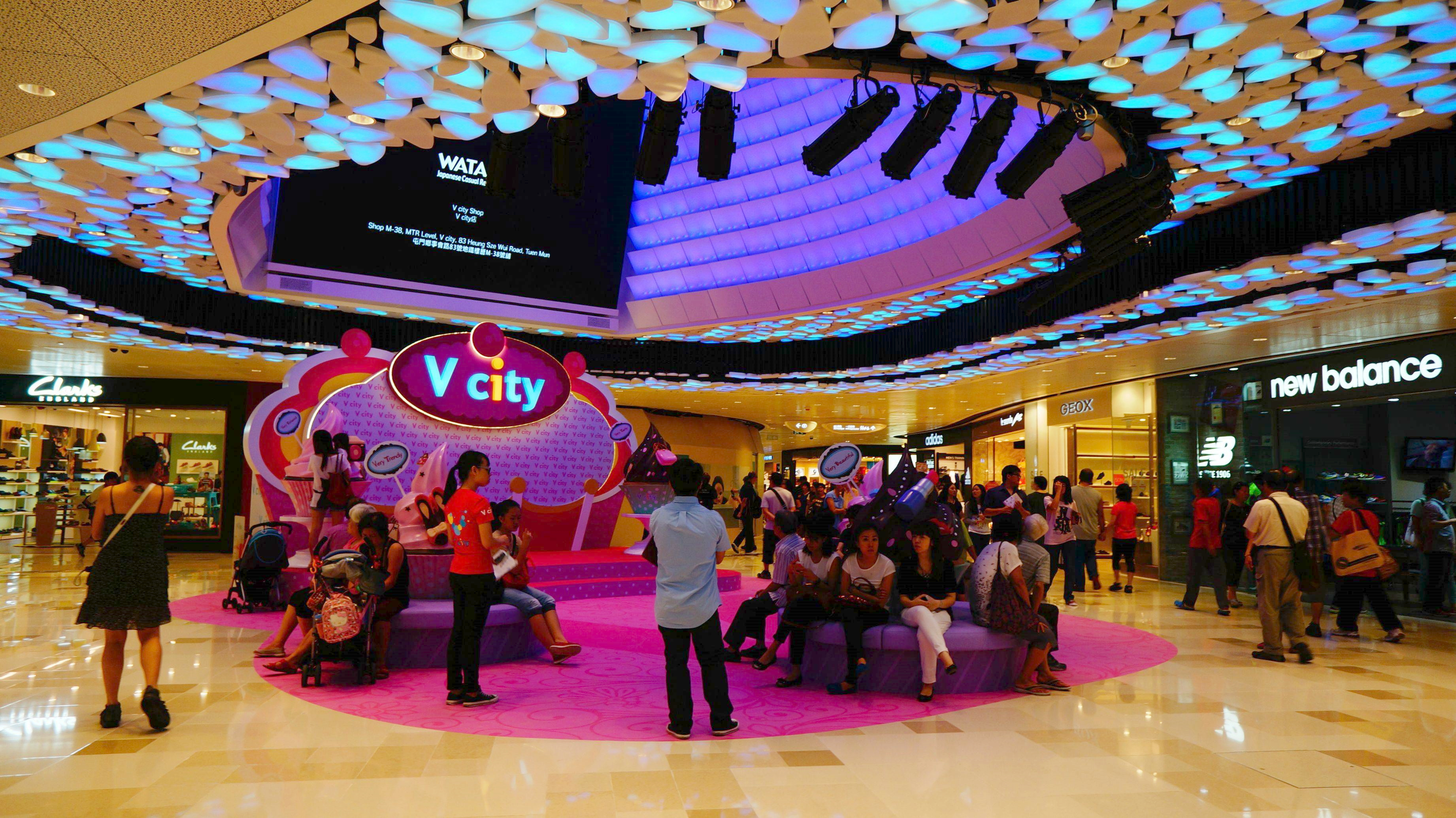
V city MTR層中庭開業初期設的休憩區，已於2013年8月27日拆除

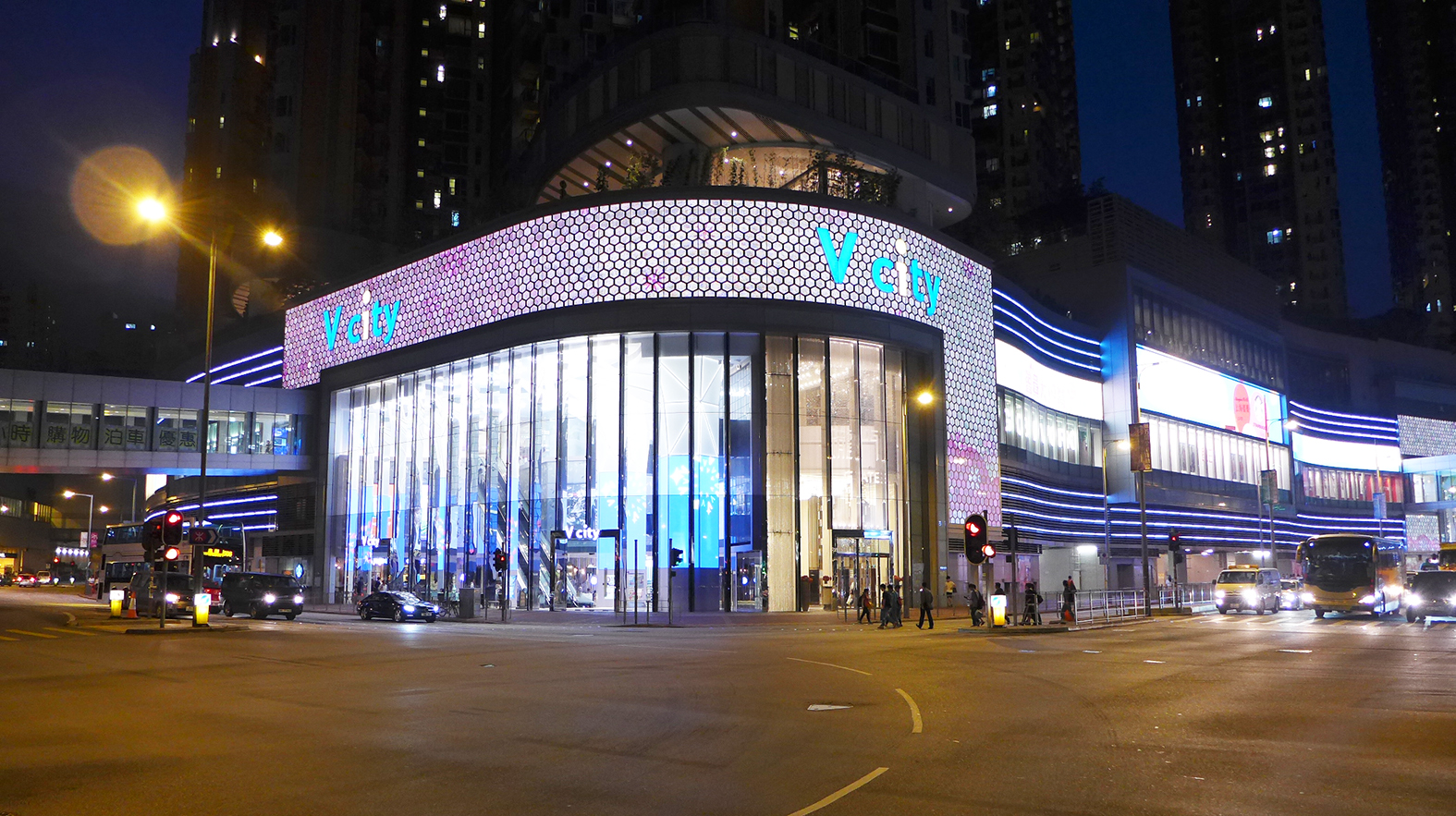
V city (2015年4月)

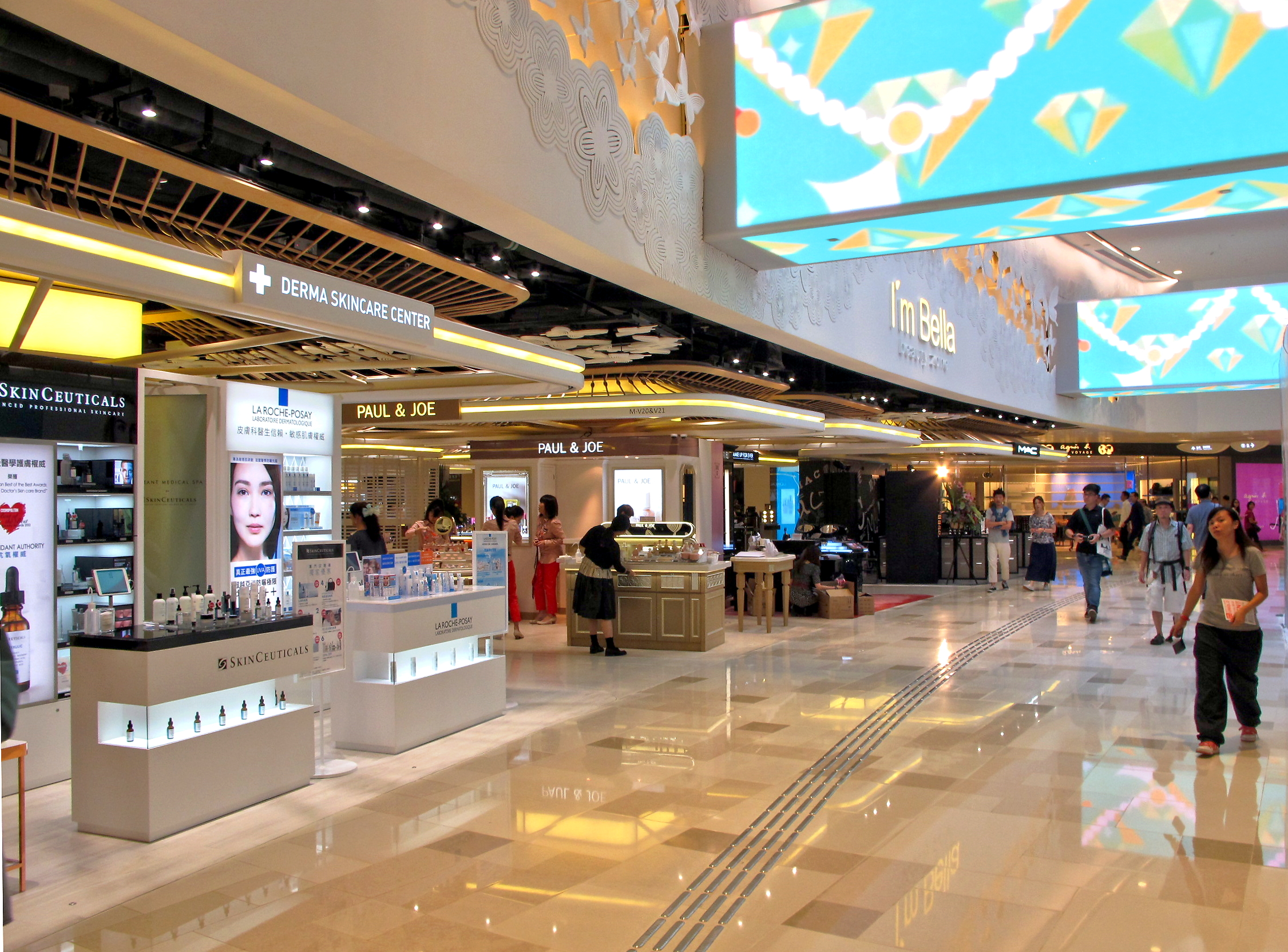
MTR層設I 'm Bella Beauty Zone化妝品專區

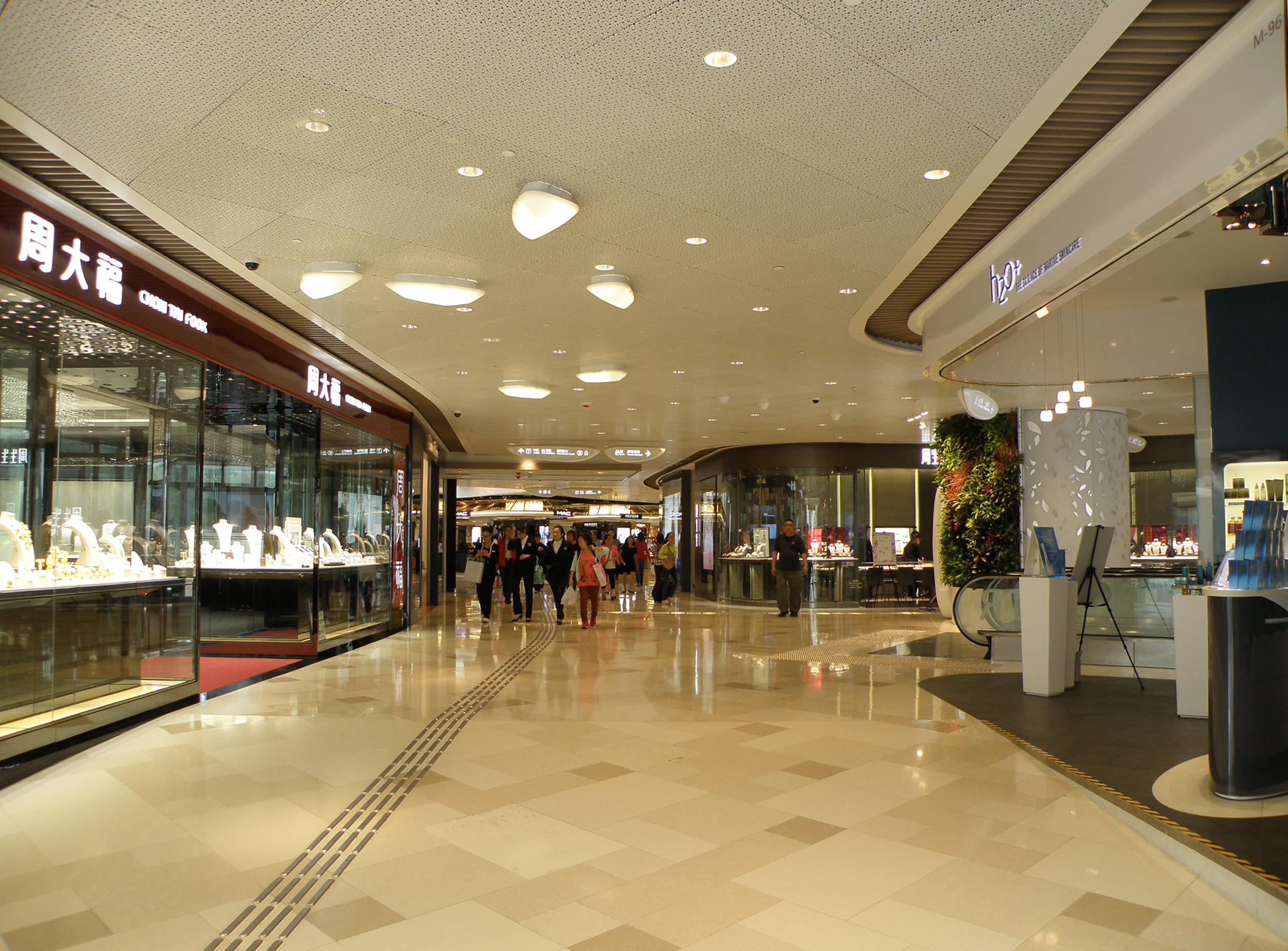
MTR層南段

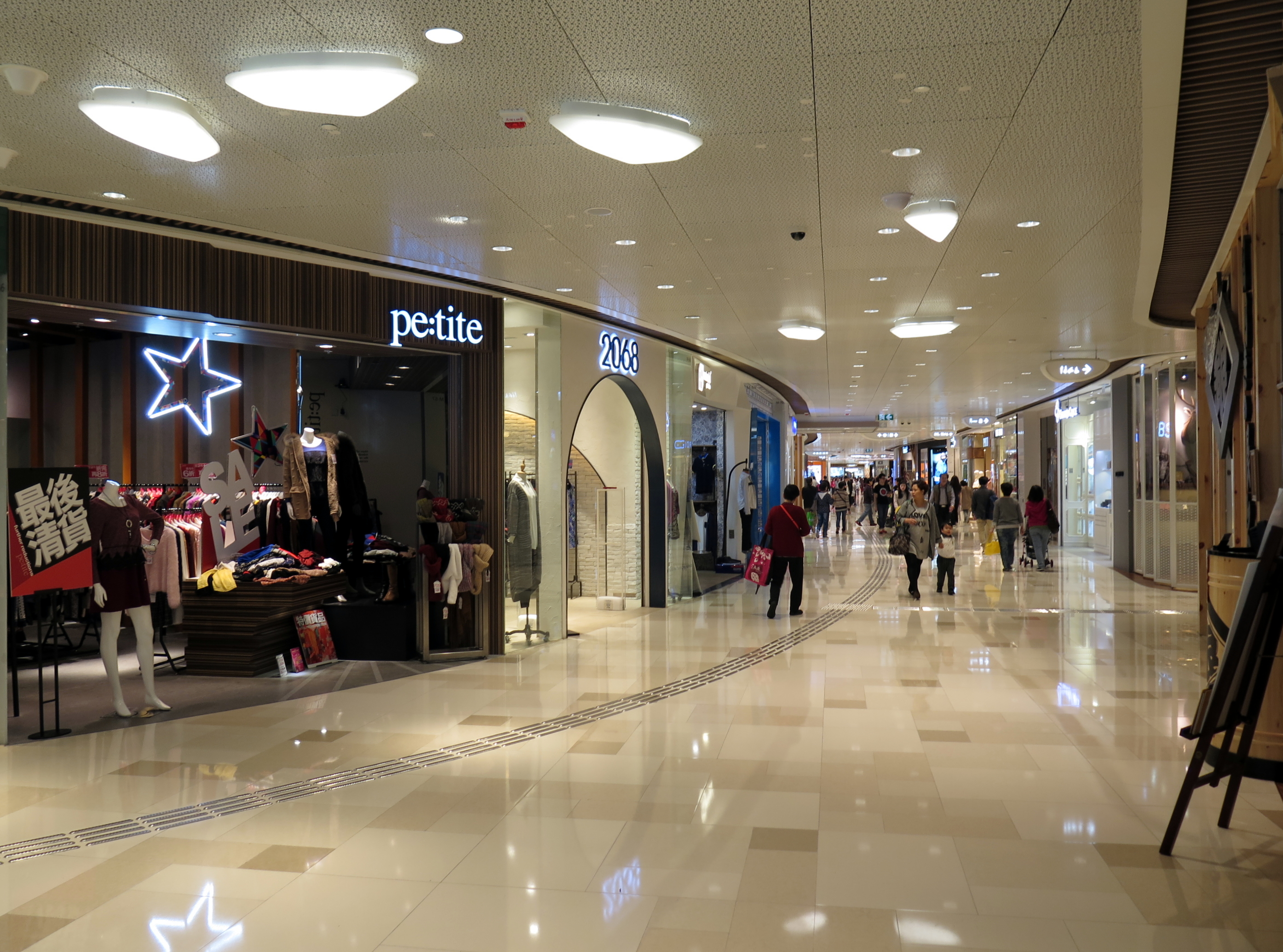
MTR層北段

V city是香港屯門新市鎮內新鴻基地產旗下的商場，位於新界屯門區港鐵屯門站旁，坐落屯門河東岸，是屯門市中心其中一個大型商場。項目總投資額約25億港元，商場面積達30萬平方呎，樓高3層，於2012年12月落成，原預計2013年5月開幕，惟內部裝修工程延誤，最後延至2013年8月1日起試業，並於同年第三季舉行正式開幕禮。商場上蓋為住宅項目瓏門，而屯門站公共運輸交匯處則位於商場地面。整個項目所在位置前身為因為興建九廣西鐵（現屯馬綫）而需要拆卸的新發邨以及屯門遊樂場。

## 簡介
根據新鴻基地產於2011年的新聞發佈，商場面積達300,000平方呎（27,870平方米），商場樓高3層，但根據2006年的新聞，初期商場面積為接近50萬呎，商場設有4層。而商場南面則會有一條天橋連接屯門時代廣場和錦薈坊，東面有兩條天橋連接新墟，而西面則有三座封閉式天橋連接屯馬綫大堂，連接大堂南端的C出口天橋原為開放式天橋，後改建為封閉式天橋，於未興建該物業時已開放使用，以連接地面和公共運輸交匯處。商場共有130間舖，其中最大店舖面積達8,000平方呎。新鴻基地產預料不但可吸引新界西居民前來購物，亦會吸引不少內地旅客以及即日來回的深圳市居民造訪，估計開幕後單日人流超過10萬人次。商場開業後，發展商亦會計劃安排內地購物團，料一周可接待超過10組為數20至30人的購物團前往商場消費。
2012年11月13日新鴻基地產跟九廣鐵路公司達成協議，以當初定下的24億元估值統一該項目商場及停車場擁有權，包括商場、125個商用私家車位，以及商用上落貨車位。

## 設計
商場多個位置利用特大玻璃幕墙設計採集自然光，而大堂中庭樓底特高。商場亦首次採用大量發光二極管，室內設11塊，室外設3塊，造價為3000萬港元。發光二極管既作為裝飾，亦有廣告功能。不過商場多個入口中庭的裝修與新鴻基地產其它商場分別不大，採用白色為主調，特色欠奉。當中假天花設計與國際金融中心商場一期同出一轍。MTR層的I 'm Bella Beauty Zone化妝品專區，由本地著名室內設計師蔡明治 (Alex Choi)設計。設計師參考了自己設計的希慎廣場6樓 Garden of Eden的概念，採用了合共500隻，由玻璃纖維製造，採用立體設計的蝴蝶擺設，其中還有些會擺動，這命名為「蝴蝶蛻變新生」的設計。
此外，商場多個位置，如顧客服務中心、往3樓南停車場入口及近峰壽司位置的洗手間通道設置了直立綠化外牆。
商場亦設4個洗手間，其中MTR層的多個洗手間面積龐大，當中佔2,300方呎女廁就多達34格。洗手間亦設置可用廁格指示牌，方便遊人選擇。
發展商亦盡用商場各中庭欄河旁位置作為零售商店，閒座區偏少，唯一永久閒座區位置是MTR層洗手間入口旁設木造硬座椅作為公共座位供遊人休息，後已在連接屯門站之間的行人天橋上加設坐位。

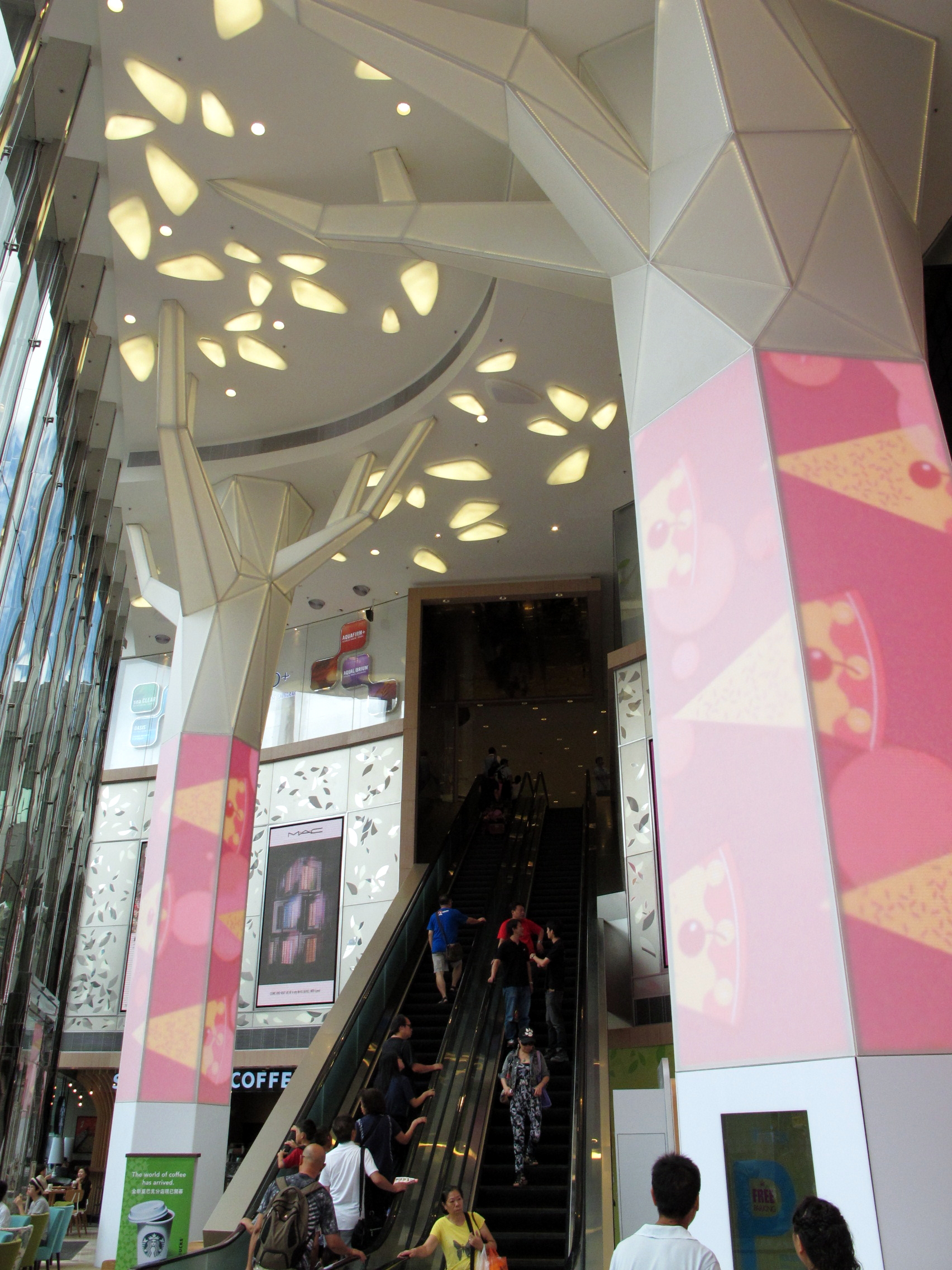
入口中庭結構柱用樹木為概念，內設發光二極管作為裝飾
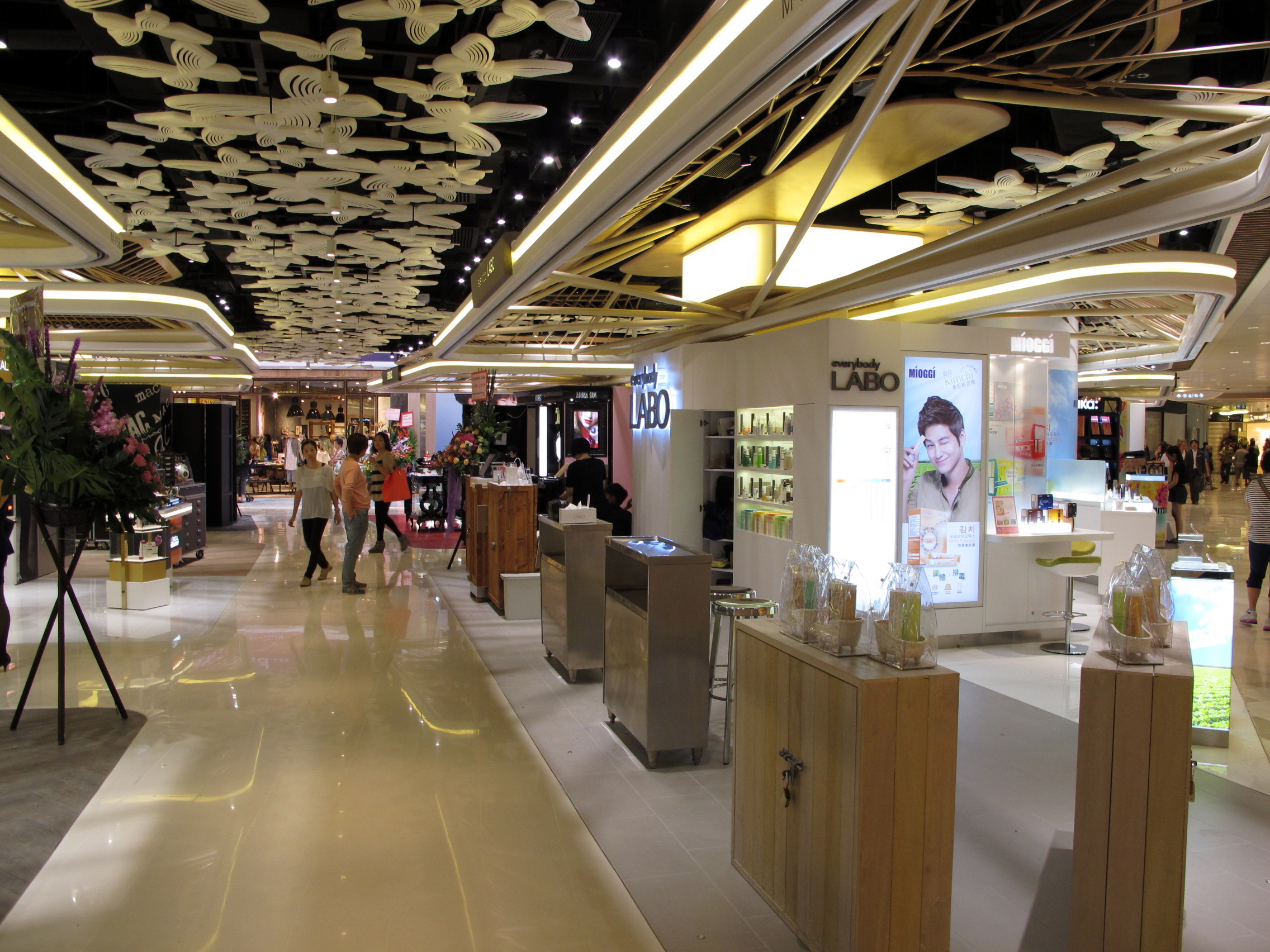
I 'm Bella Beauty Zone化妝品專區採用了蝴蝶圖案的天花
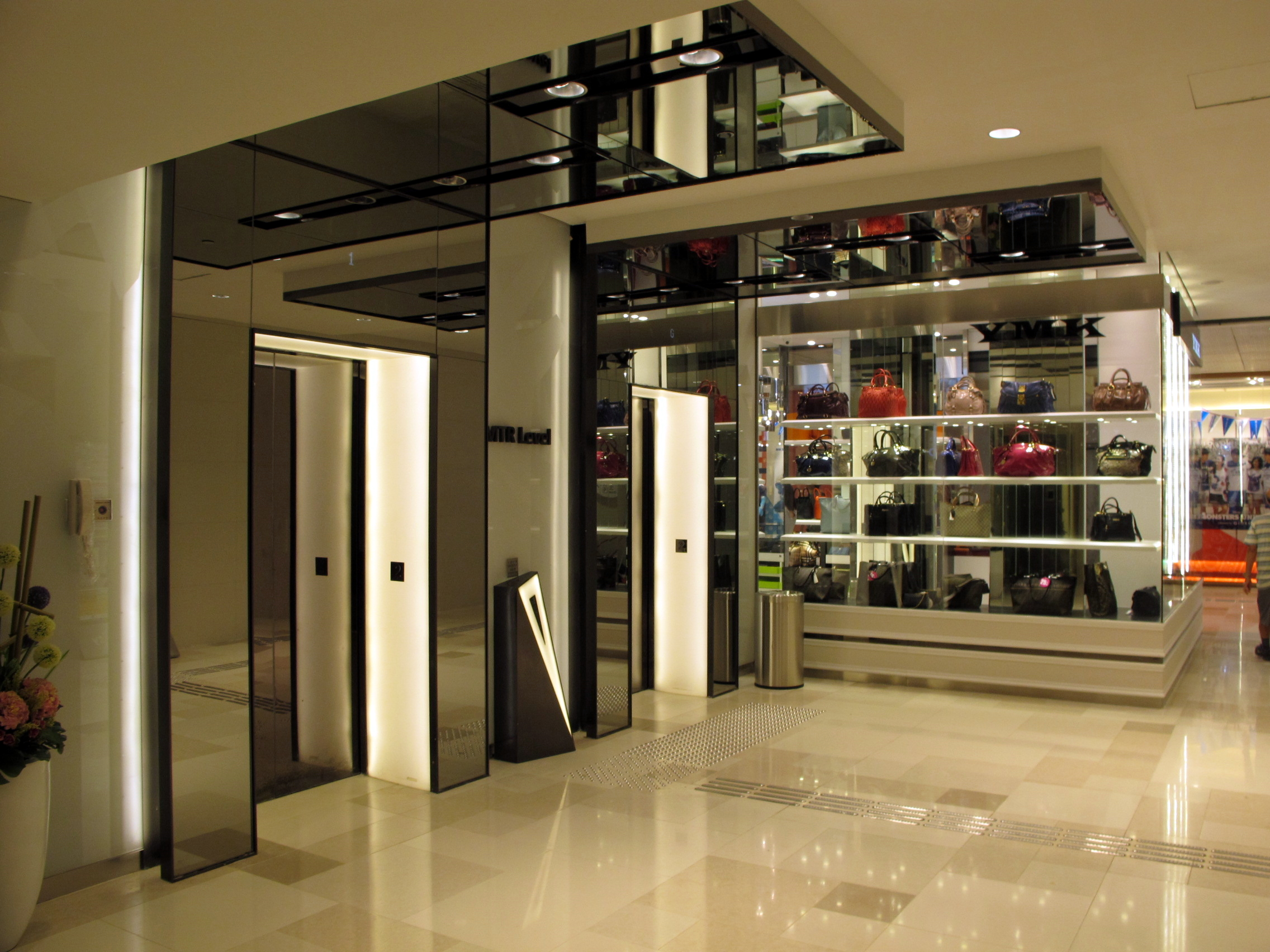
升降機大堂採用現代設計概念
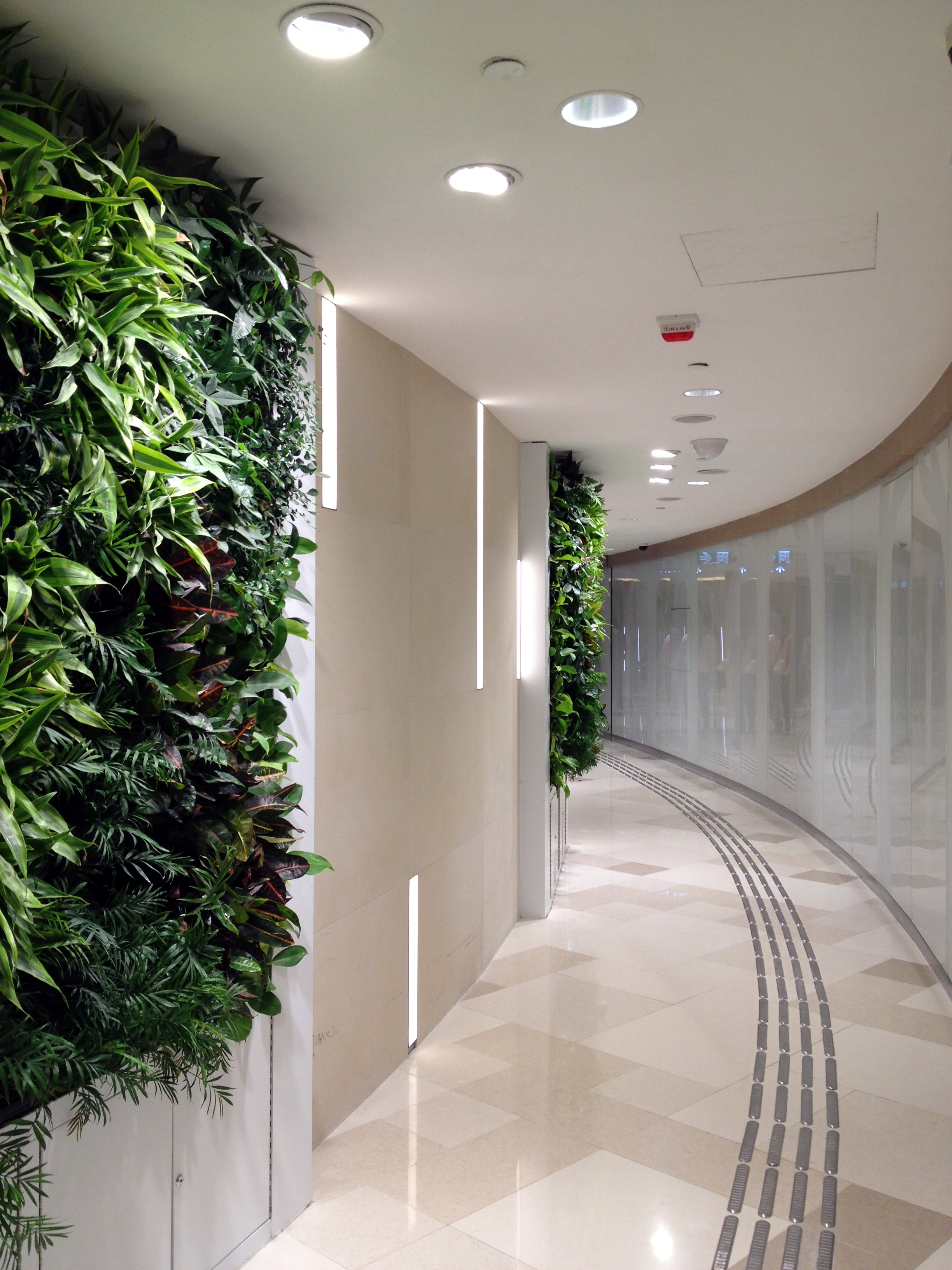
近峰壽司位置的洗手間通道設置了直立綠化外牆
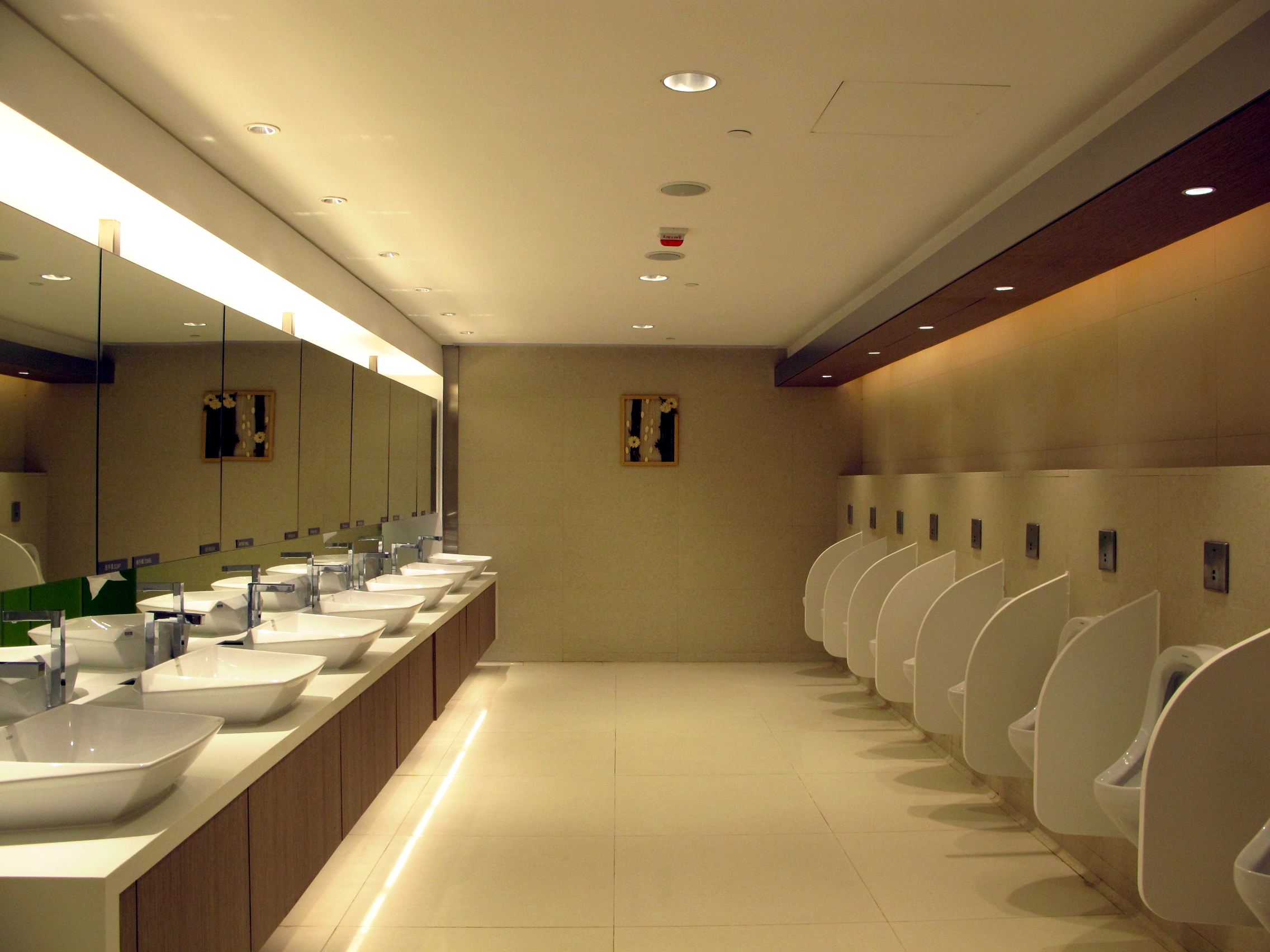
洗手間設計以簡潔為主

## 商場結構

### G

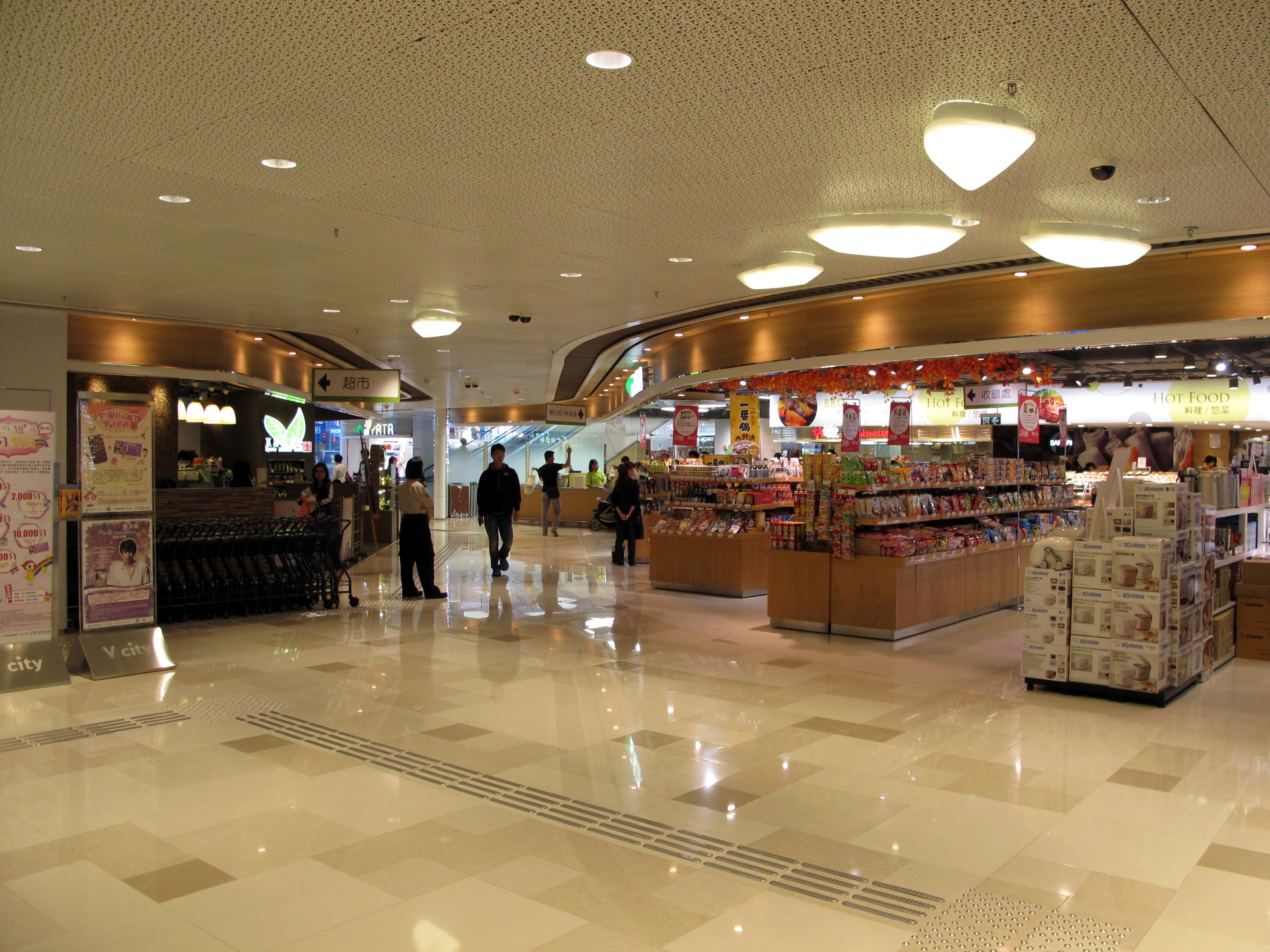
V city 一田超級市場已於2013年7月16日開業

地下分為四個部份，近杯渡路入口設7-11便利店，Cupping Room及星廚天地。該處設通道往公共交通交匯處及屯門站上蓋物業瓏門的住宅大堂入口；屯門鄉事會路入口近仁政街設SaSa、卓悅化妝品店及永東直巴售票處，以方便內地人提供一站式購物便利來往跨境巴士站；其餘兩個入口為一田百貨超級市場，率先於2013年7月16日開業，佔地27,000平方呎，店內首次設1,800呎的「親子超市」，為嬰兒提供生活需要，提供傢俱以至嬰兒護理用品及食材。惟現時已分拆多間商鋪（曾改為超級市場的一部分）。

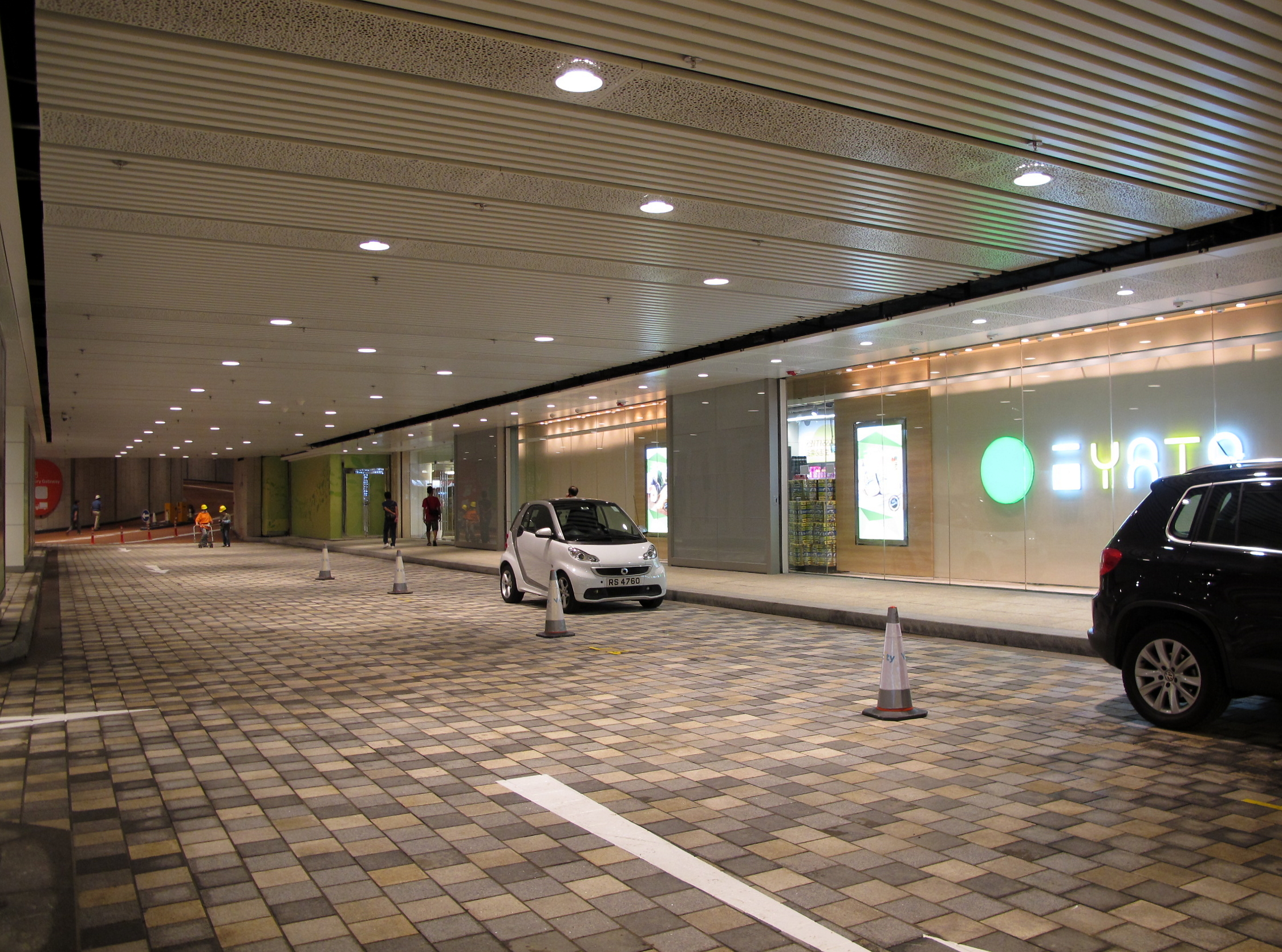
貴實上落客區
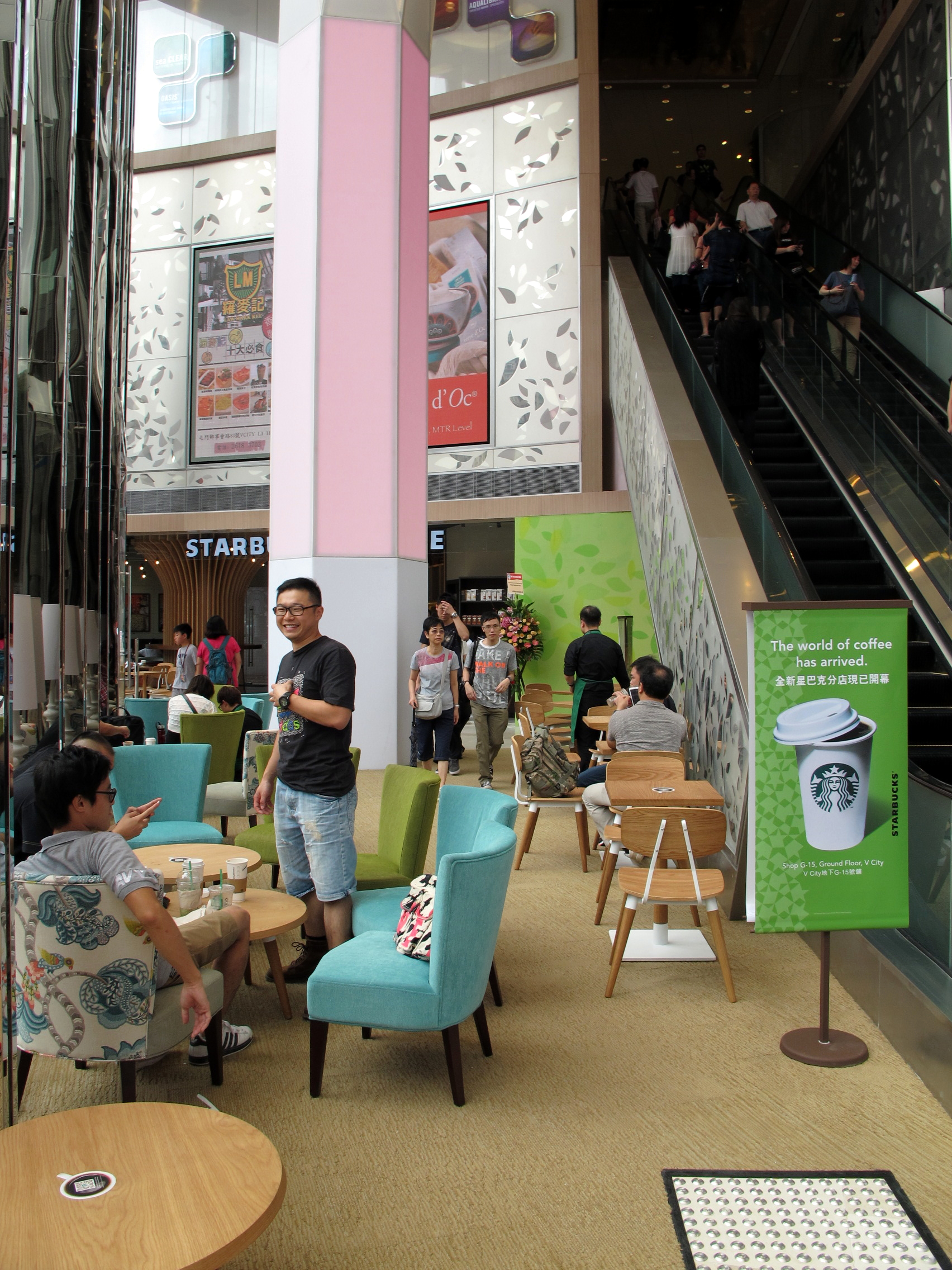
發展商用盡通道空間設置Starbucks（已搬遷）顧客專用座位，現址為Cupping Room
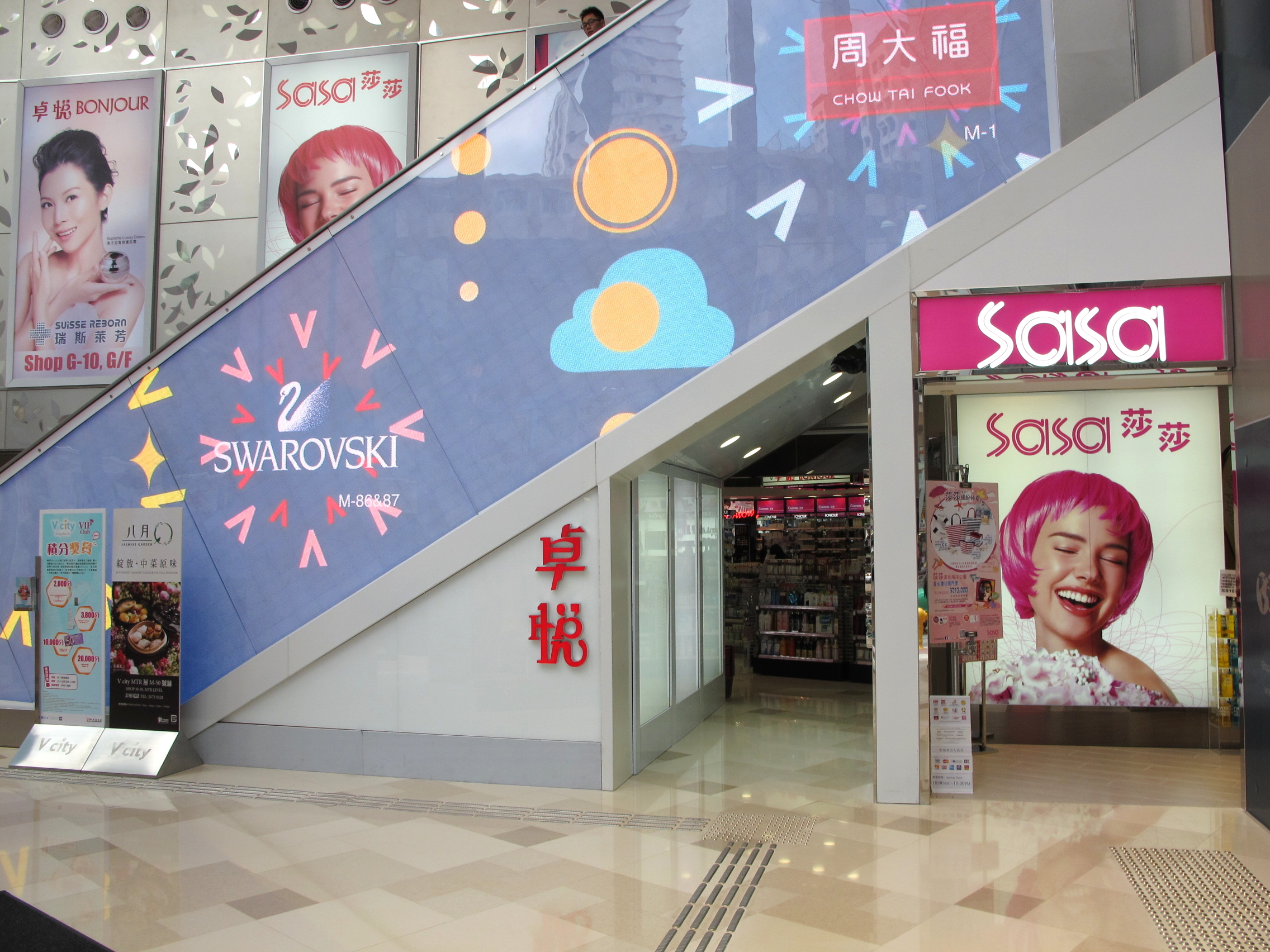
屯門鄉事會路入口近仁政街設SaSa、卓悅化妝品店，為內地人提供一站式購物便利
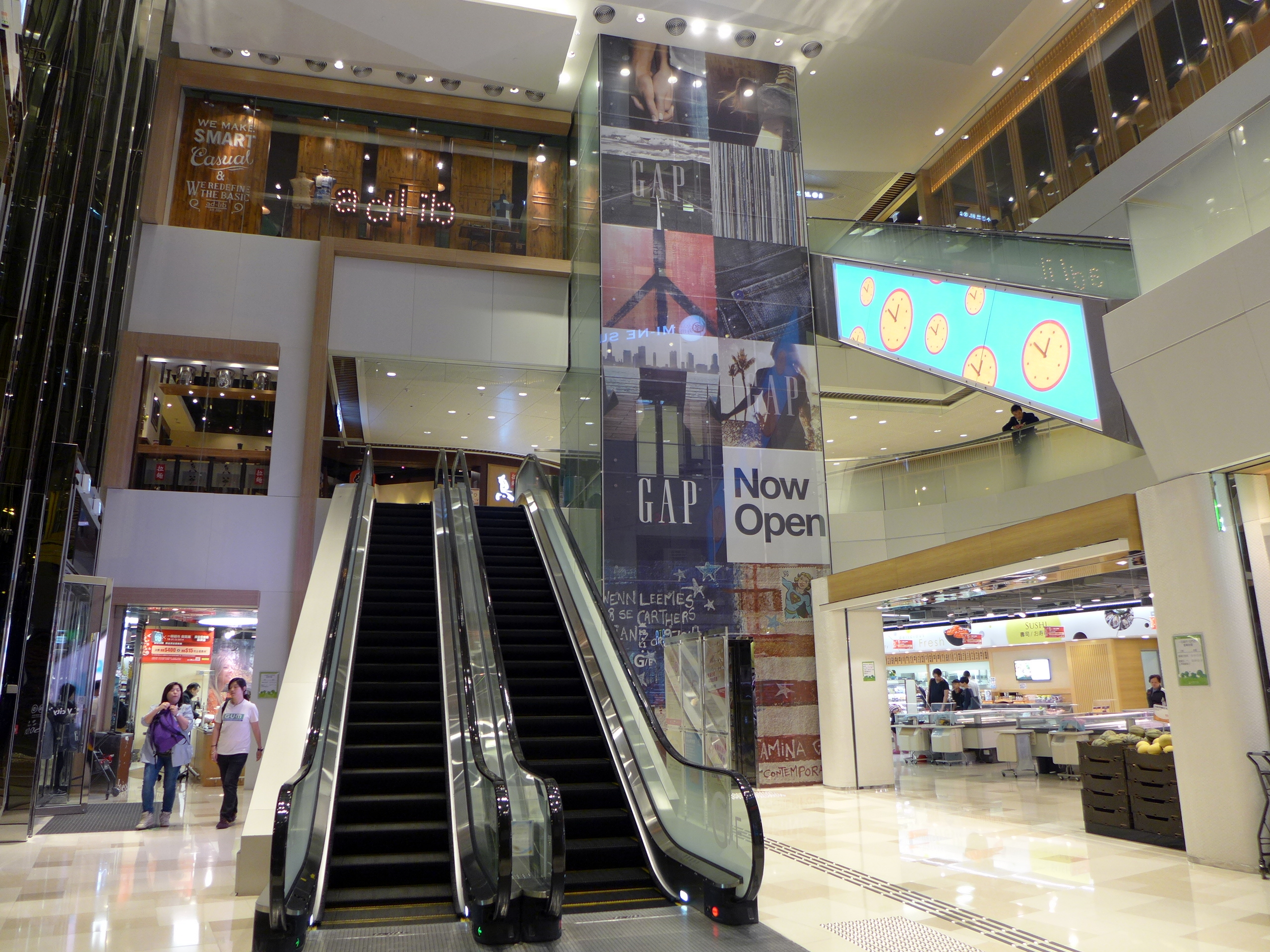
近一田超級市場的入口中庭

### L1

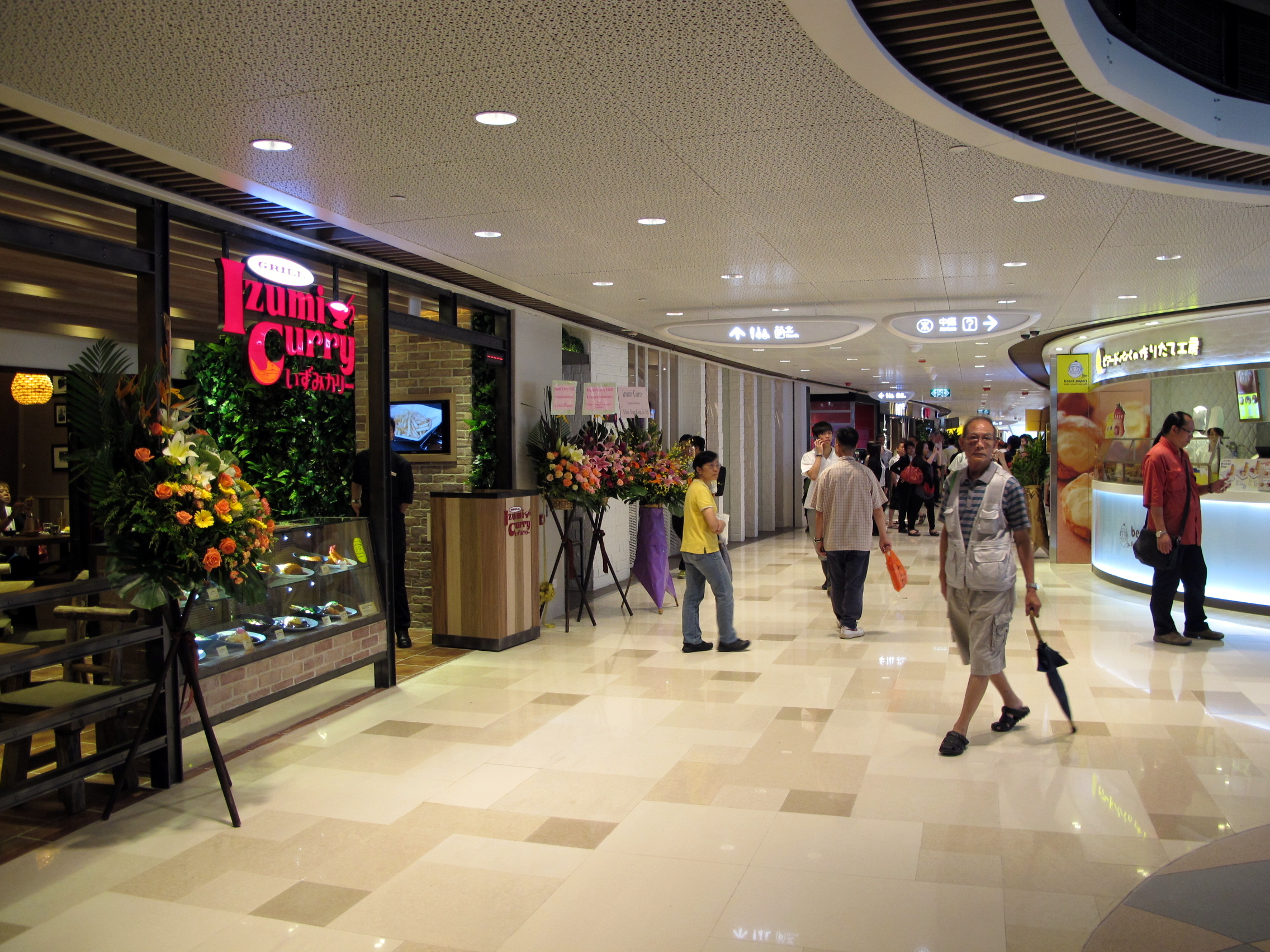
L1層為美食街「FOOD SPOT食‧點」（圖中Izumi Curry已結業，現址為燒肉Like）

L1層設美食街「FOOD SPOT食‧點」，截至2023年5月20日，設有18間店舖，租戶包括180 Popcorn、eaaat.、Häagen-Dazs、Italian Tomato、上海么鳳、但馬屋、俺流塩らーめん、奇華餅家、炙．宴、叙福樓集團特許經營的牛角日本燒肉專門店、百芳池上便當、築地銀だこ、老虎冰室、謝謝儂、迷客夏、麥奀雲吞麵世家及美心食品旗下的外帶壽司店「魚尚」、特許經營的星巴克與日本連鎖燒肉店「燒肉Like」。部分已結業店舖包括竹棧、BUGIS @叻沙‧海南雞飯、Pizza Express、羅麥記、戀暖の初茶 & 堂小二、八百善及小王牛肉麵等。
該層亦引入集團同系商場新城市廣場已採用的「搵食易」遙距電子訂枱智能系統，覆蓋場內餐廳。顧客只需透過智能電話，就能一次過搜索商場所有餐廳及即時遙距領取食肆的輪候票據，並得悉輪候時間。
該層設一條天橋連接新墟。

### MTR

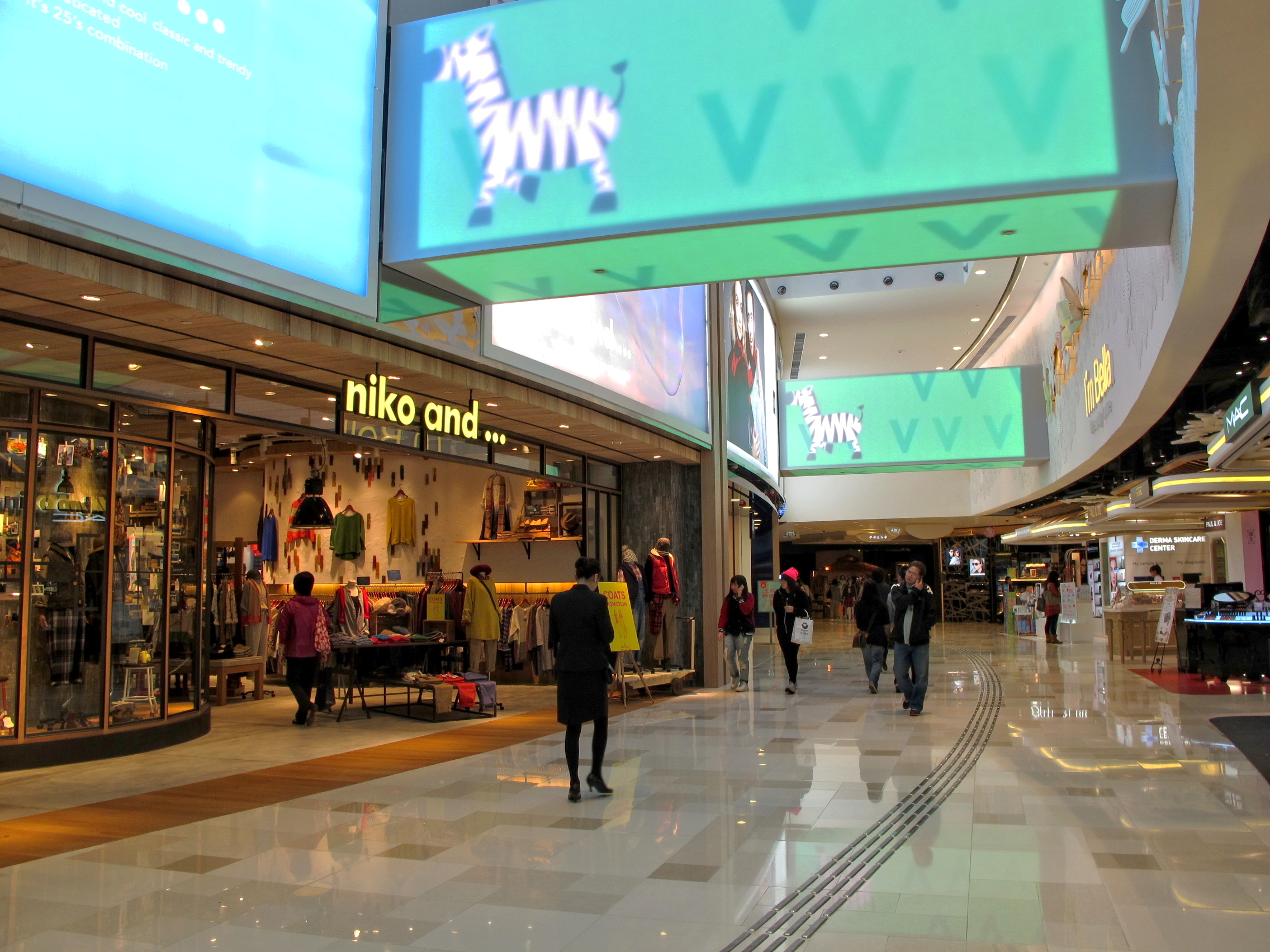
niko and日本家品時裝店店面採用高樓底設計

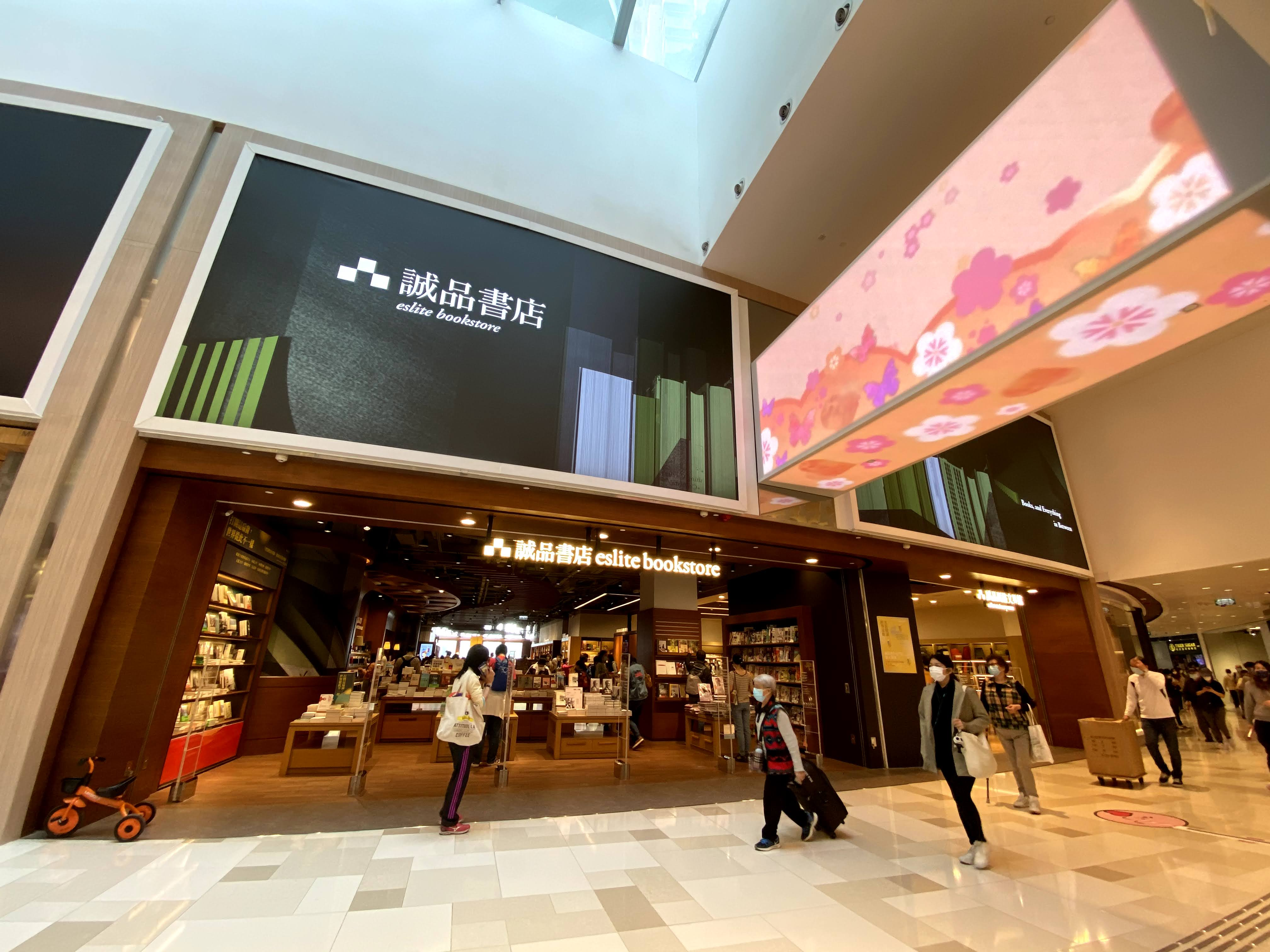
誠品書店店面採用高樓底設計

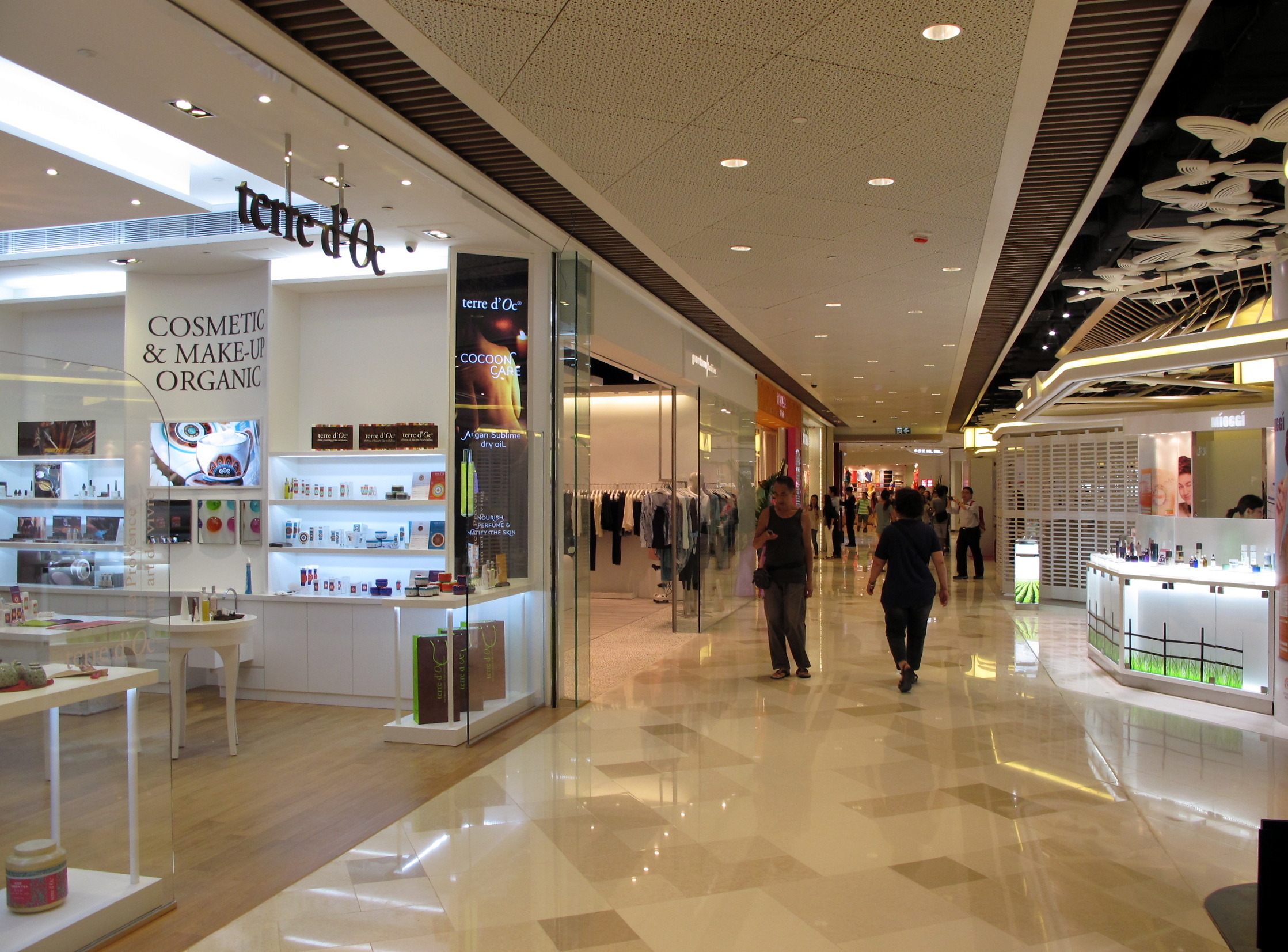
MTR層通道(近I 'm Bella Beauty Zone)

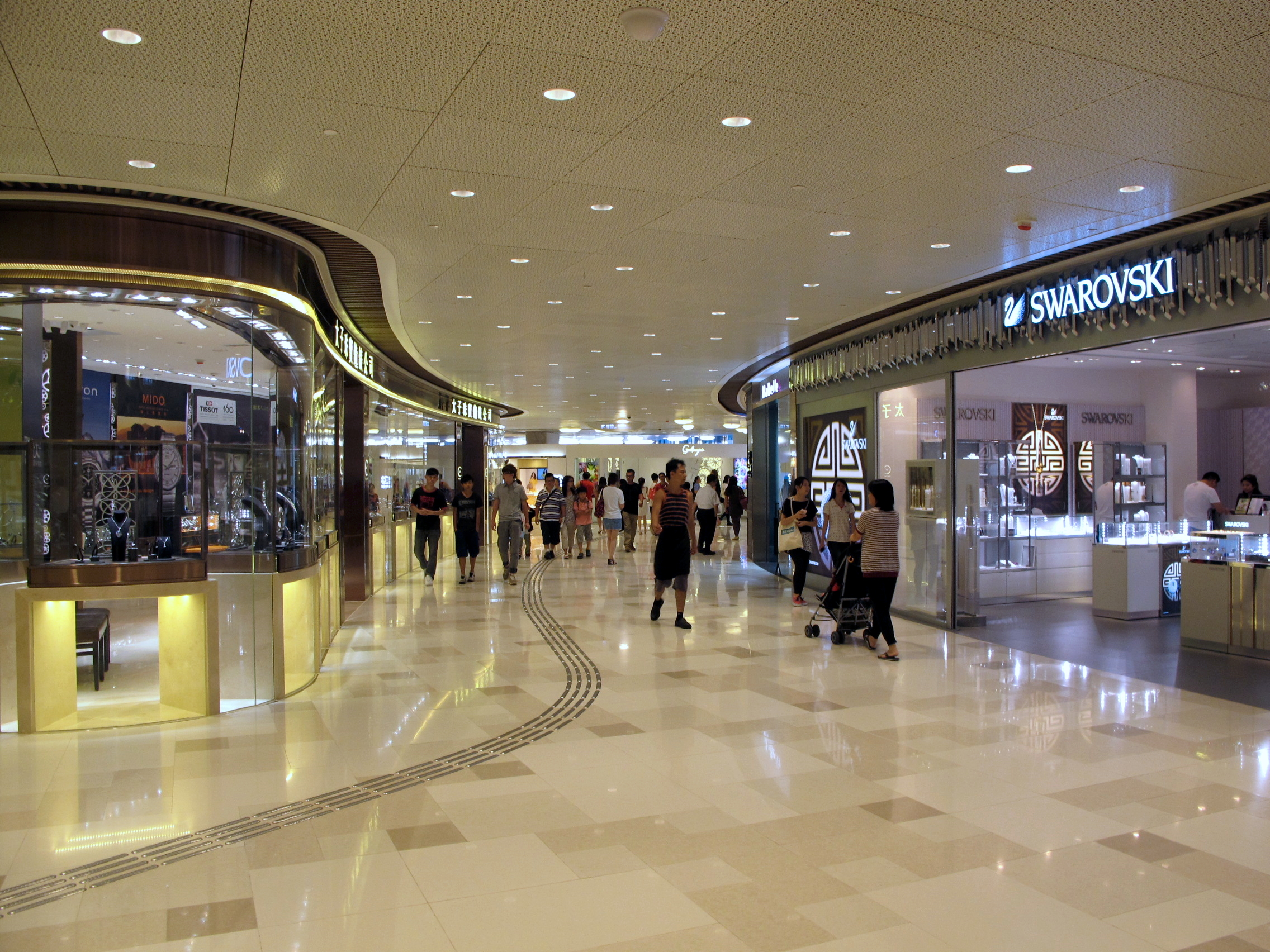
MTR層鐘錶珠寶配飾店比例接近兩成

MTR層設多元化租戶，鐘錶珠寶主要集中於商場MTR層，鐘錶珠寶配飾店有16間（佔整體18%），比例接近兩成；面積最大的太子珠寶鐘錶鋪位面積更達3500平方呎。主要租戶包括City Chain Primo、周生生、周大福、六福珠寶、鎮金店、SOLVIL ET TITUS、Galtiscopio（卡比奧）、日本飾品店THE KISS等。化妝品及美容產品店有23間，比例達四分之一。
商場近屯門市中心方向以本地鐘錶珠寶店為主，租戶包括周生生、周大福、六福珠寶、City Chain Primo及Watch Station International。其他租戶包括agnès b. VOYAGE、Crabtree & Evelyn、ISA、UNIQLO、美國服飾GAP、h2o+、niko and日本家品時裝店、手袋店mousse及資生堂。近屯門站C3出口設多間時裝店，包括ceu & Ki.La.Ra、initial、Levi's、KOYO。其他租戶包括眼鏡88、米蘭站；美容護理店terre d’Oc、SK-II、L'Occitane；蘋果產品專賣店Raakee；日本時裝品牌Titicaca、SPORT B.、Giordano Ladies及Zara姊妹品牌Stradivarius。亦設影音家電店電訊數碼、csl、餅店Chateraise以及台式飲品店老虎堂。
該處位置設佔地4,000多平方呎的I 'm Bella Beauty Zone美容專區，為12個美容化妝品牌集中地。租戶包括Anna Sui、amika:、ettusais、L'ORÉAL PARIS、M.A.C、Make Up For Ever、PAUL & JOE BEAUTE、Beyond Organic、everyBody Labo及韓國美妍護膚品牌Mioggi。
商場近D出口位置設多元化租戶，租戶包括屈臣氏、BRAND OFF Tokyo、謝瑞麟、Porter International、Sugar Rose、URBAN HYMNS；時裝店Melani di moda、Bread n Butter、AT-20 & G2000 WOMAN及STAGE OF PLAYLORD。
商場近往新墟天橋位置以珠寶鐘錶店為主，租戶包括太子珠寶鐘錶、SOLVIL ET TITUS、Galtiscopio（卡比奧）、MaBelle及施華洛世奇。其他租戶包括Cotton On、Melvita及曲奇四重奏。
主中庭位置以鞋店為主，租戶包括Clarks、ecco、New Balance、le saunda、Rabbit、GEOX、Scoops；運動服裝店W by wan kee、adidas；女士服飾Salad、Rococo；潮流服飾Tough Jeansmith。其他租戶包括無印良品及Häagen-Dazs。近E出口以電器店為主，包括豐澤及衛訊。其他租戶包括CD Warehouse及美心食品旗下的中式食肆八月。
商場近新墟方向盡頭以本地品牌為主，租戶包括ad-lib、BSX、Double Step、Giordano、PIT、pe:tite、mastermind production、Dr. Kong健康鞋專門店、SILVER'N GRACE首飾店、YMK。其他租戶包括亮視點、Kipling、Lee、Timberland及GODIVA巧克力店。食肆為峰壽司、美心食品旗下中式酒家八月花及料理番の銀次。居食屋和民及利小館已於2019年中結業，和民遷往就近的屯門時代廣場。鼎泰豐於2020年6月於和民及利小館兩舖位原址啟業。
到2015年，多間本地品牌時裝店結業，新租戶以蔘茸藥材店及藥房為主。
2020年4月28日，誠品書店以期間限定店名義於M18舖（前Drex Fable）開幕。2020年11月，佔地8,000呎GAP結業後誠品書店承租該舖位，並於2021年1月26日正式開幕。
2021年6月6日，阿布泰國生活百貨（現Big C）於M18舖開幕。
2021年7月，迪卡儂於M92舖（前Global Work）開幕。
2025年，日本遊戲廳「TAITO STATION」將於夏季進駐M19舖（前Bauhaus）。
該層設5條24小時冷氣行人天橋分別連接屯門站、屯門市中心及新墟。其中連接到屯門時代廣場的行人天橋已於2013年9月6日下午正式對外開放。
2019年，因香港反修例運動引發衝突，連接新墟及連接屯門時代廣場的兩條行人天橋一度關閉。其中連接屯門時代廣場的行人天橋已於2019年12月重開，惟連接新墟的行人天橋長時間暫停開放，直至2020年9月才重新局部開放天橋及升降機，扶手梯及樓梯部分仍然封閉。

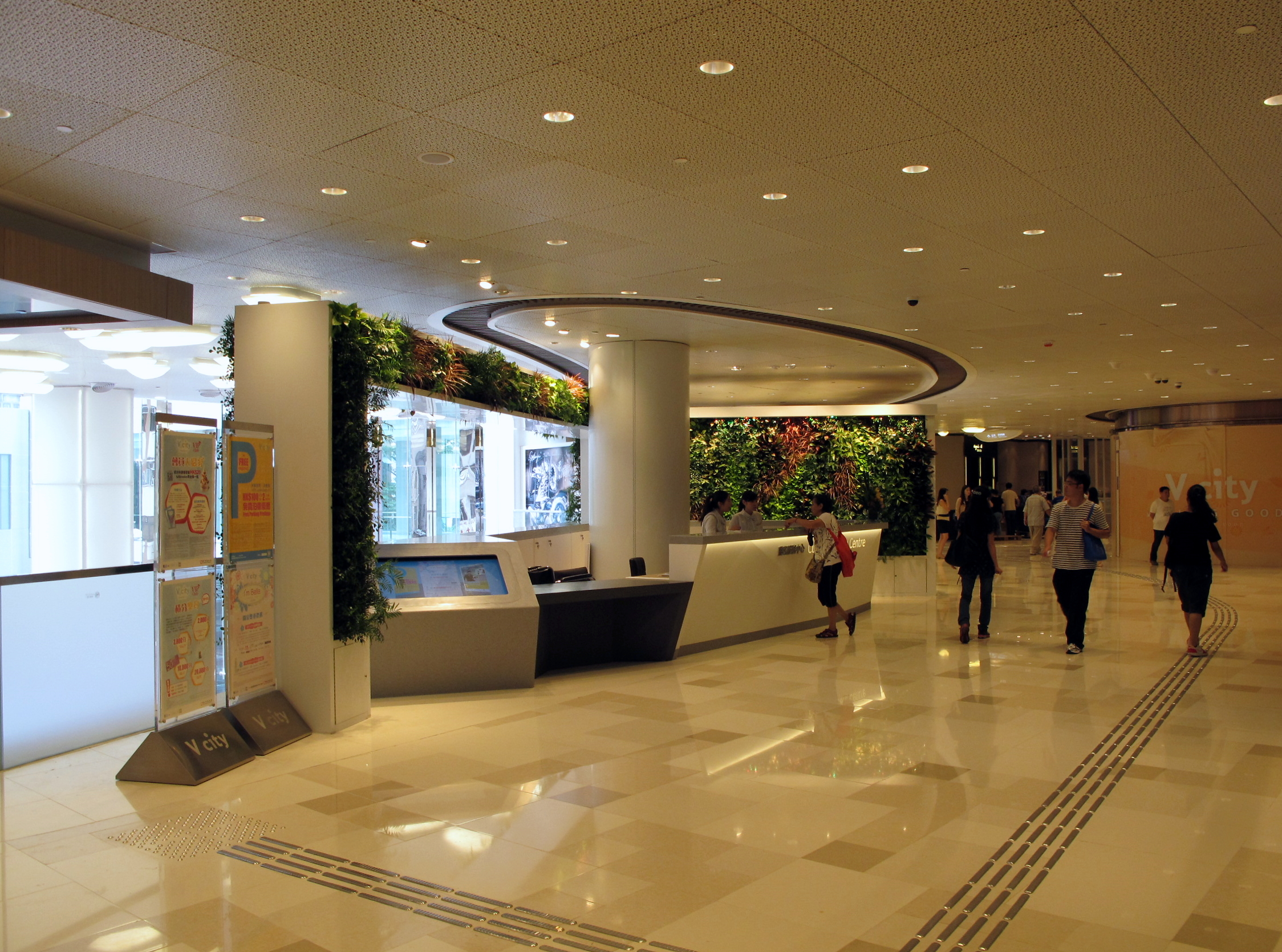
顧客服務中心
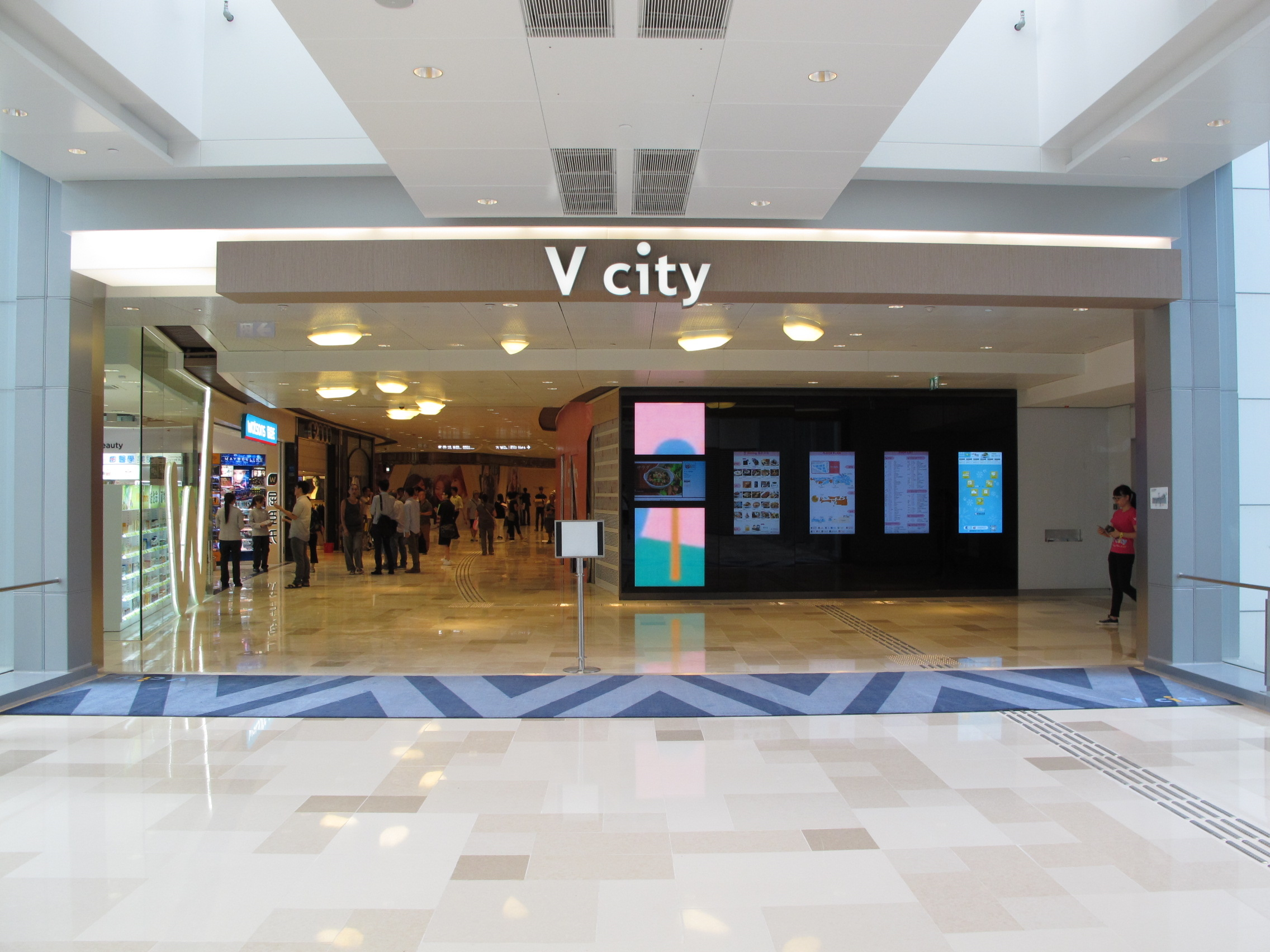
商場近D出口位置
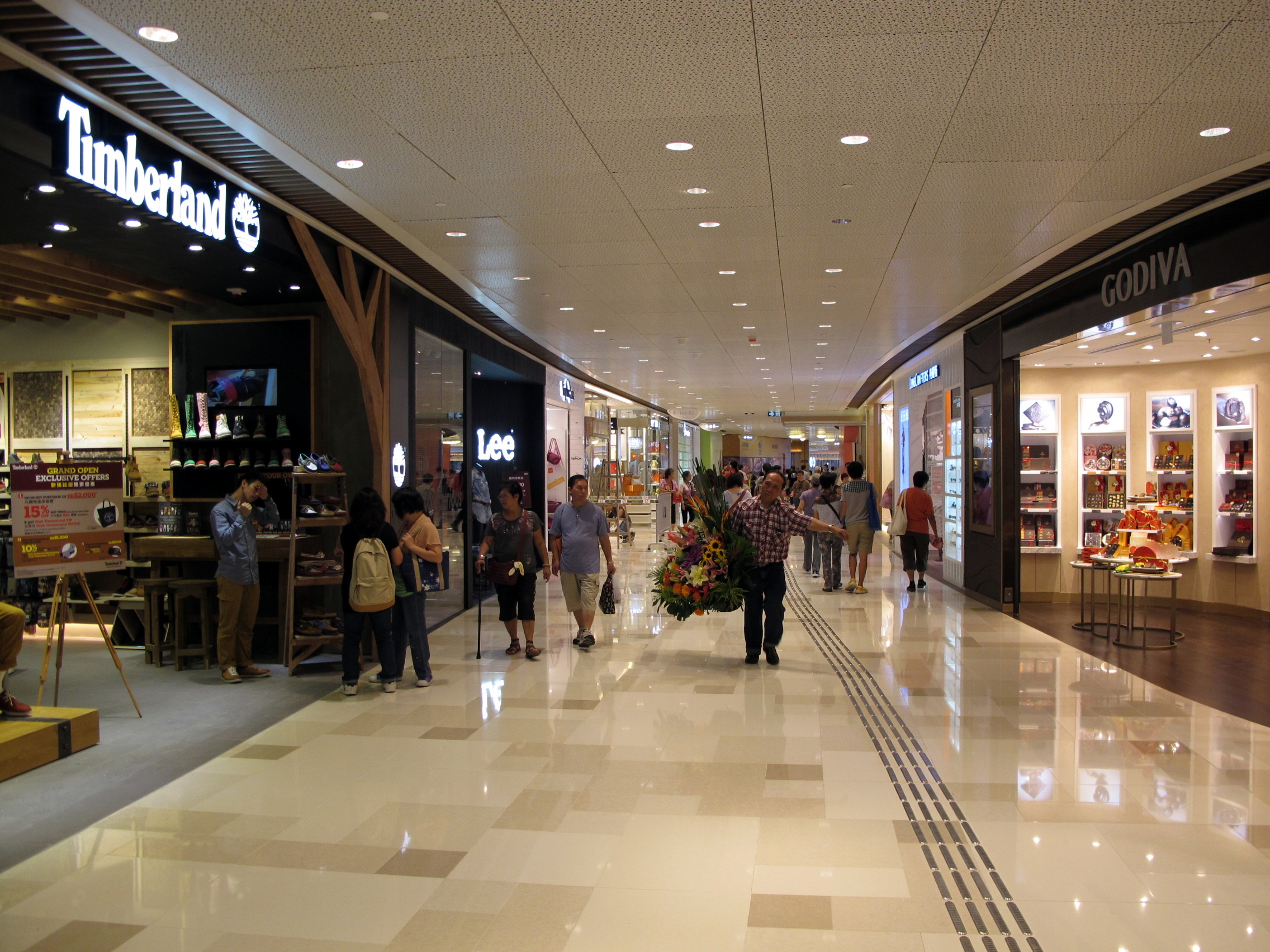
MTR層通道 (往新墟方向)
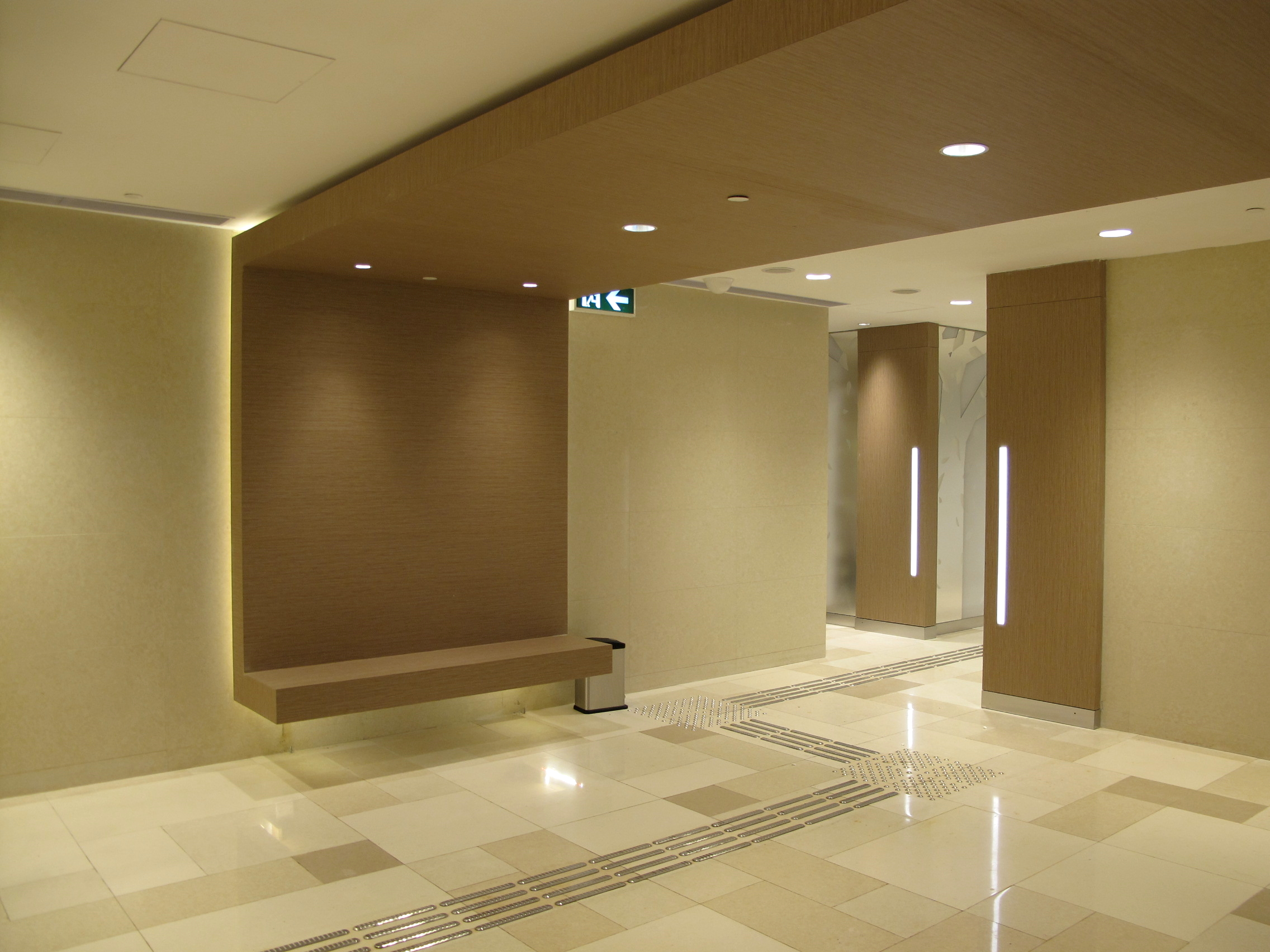
洗手間外的閒坐區

## 商戶
商場商舖面積由300呎至8,000平方呎不等，引入多間駐港的外國品牌，80%商戶更是首次進駐屯門區開業。鐘錶珠寶配飾店有16間（佔整體18%），比例接近兩成。
商戶包括6種商舖：潮流服裝、美容及化妝品、鐘表珠寶、電子影音、特色餐飲及大型超市，其中重點將為鐘表，50%屬時裝商戶，食肆比例料約25%，超市則約12%，餘下為化妝品及鐘錶等。發展商亦聲稱引入首次進駐香港的沖繩馳名居酒屋「目利きの銀次」及現代港式冰室「羅麥記」等食肆。惟「羅麥記」為上海婆婆的母公司Lawmark Group Limited旗下新開的品牌，現時由「上海婆婆」接手。
商場1樓美食街「FOOD SPOT食‧點」，並引入集團同系商場新城市廣場已採用的「揾食易」遙距電子訂枱智能系統，覆蓋場內所有餐廳。顧客只需透過智能手機，就能一次過搜索商場所有餐廳及即時遙距領取食肆的輪候票據，並得悉輪候時間。

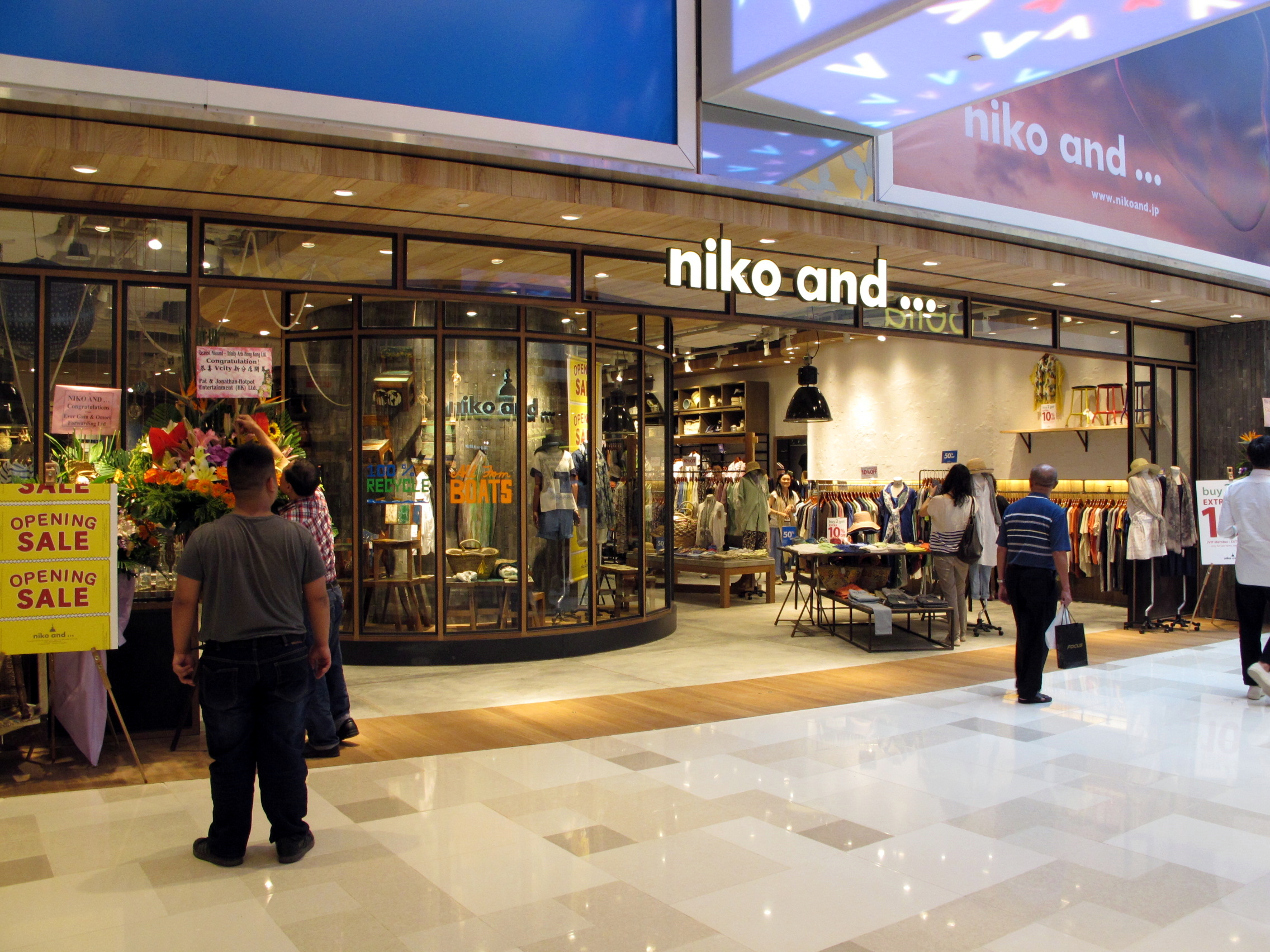
niko and...
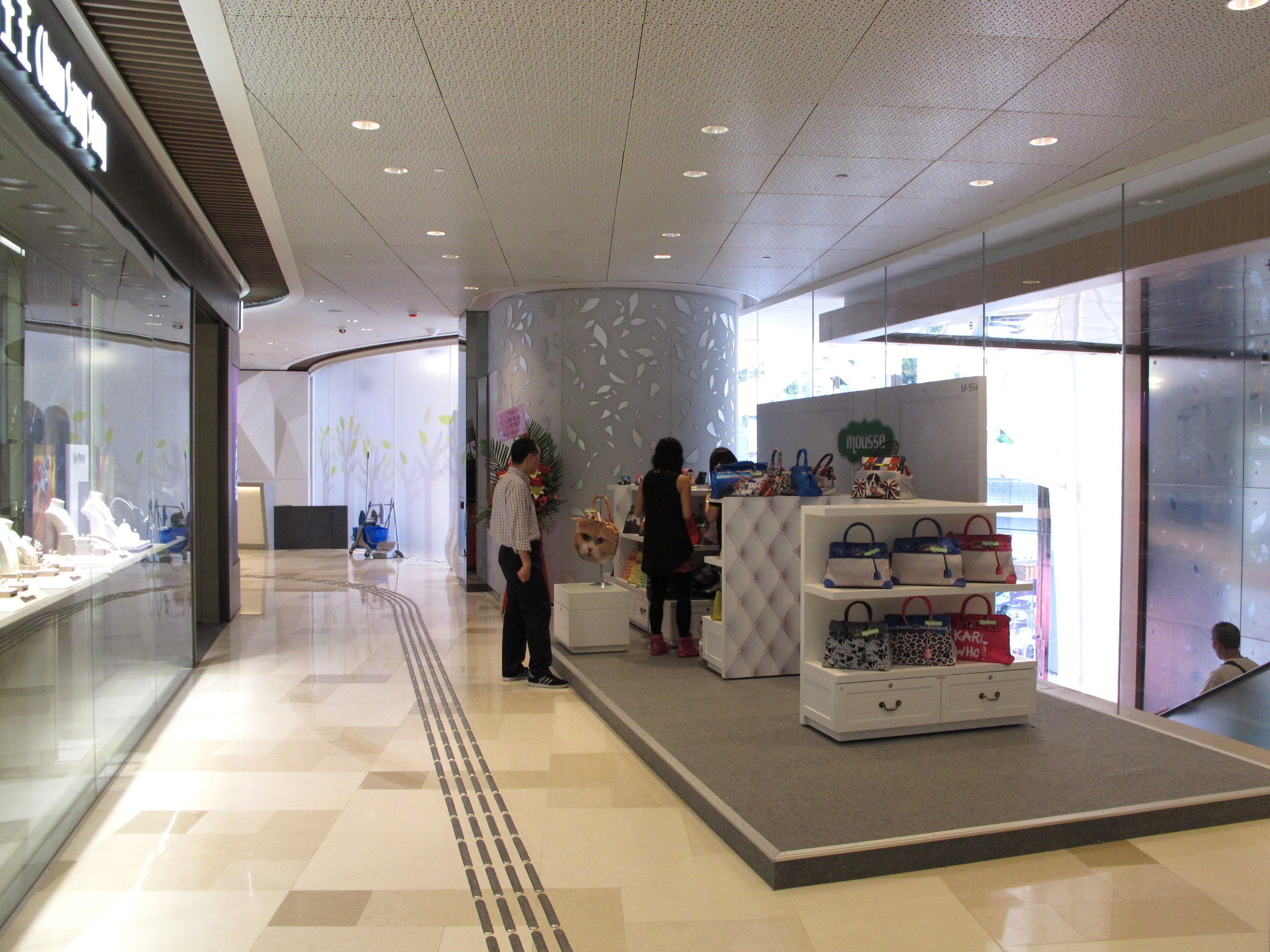
發展商亦盡用商場中庭欄河旁位置作為零售商店
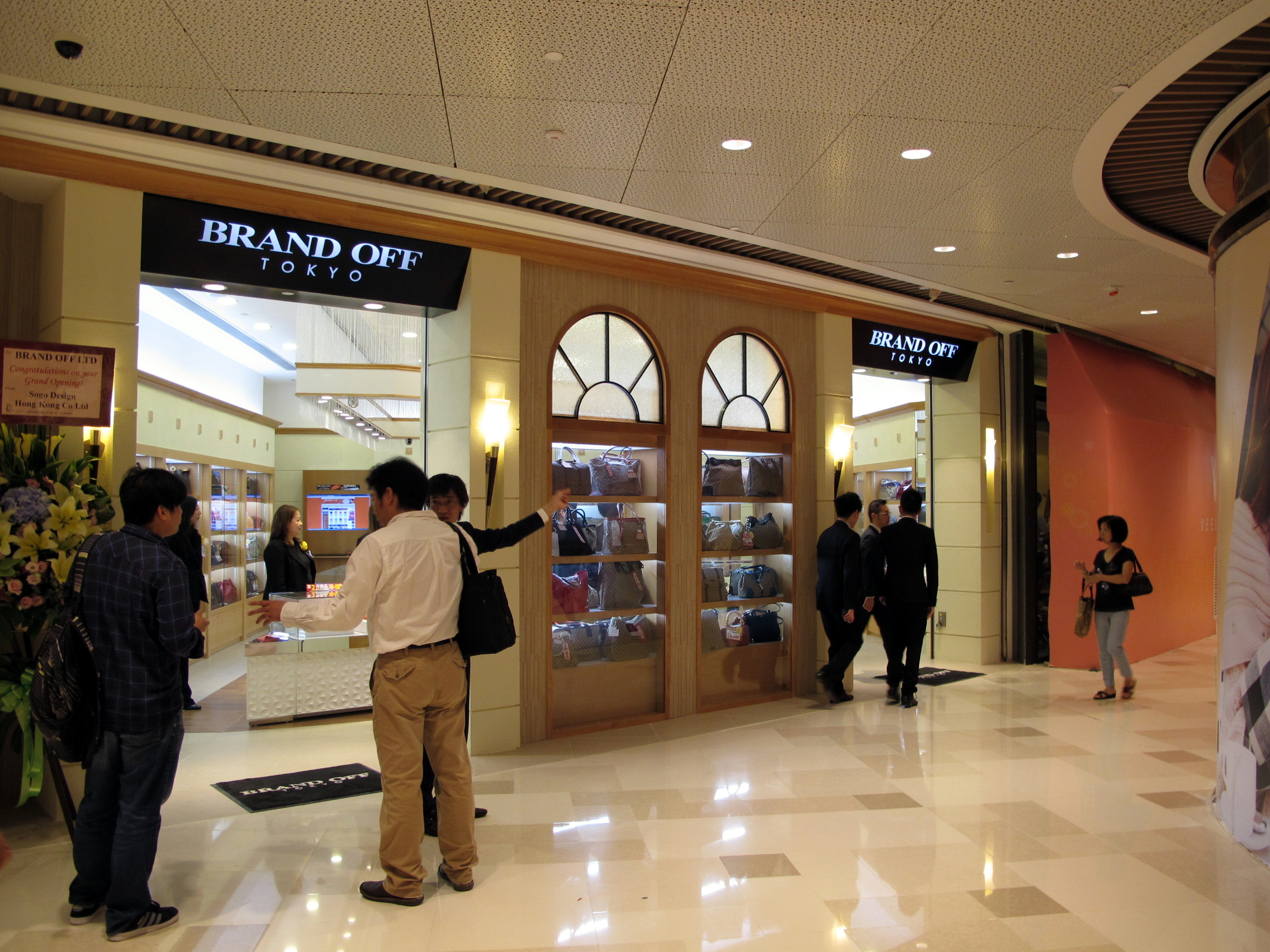
Brand off
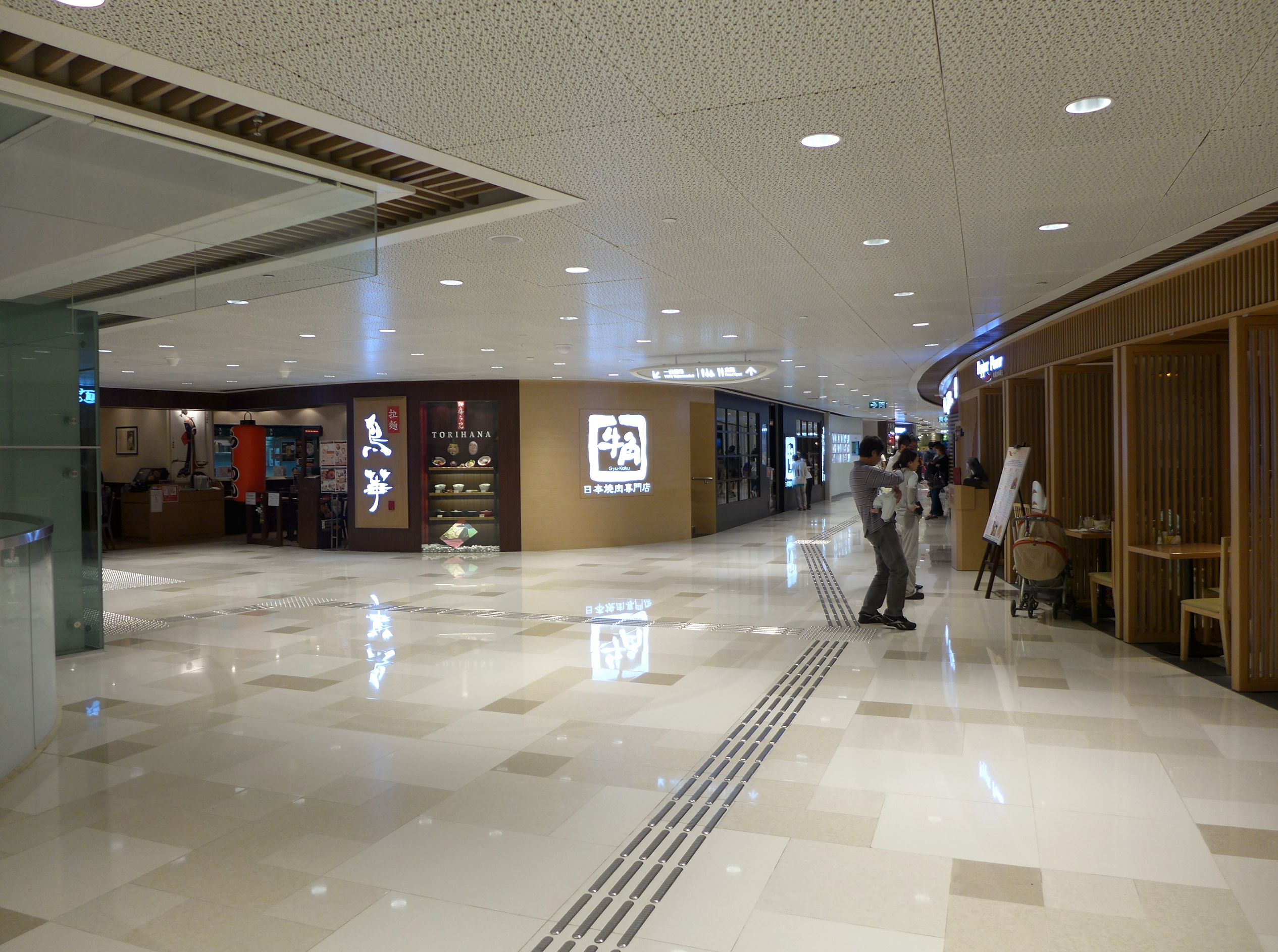
商場1樓美食街「FOOD SPOT食‧點」食肆外，現時此處設有座位等候區供食客等候

## 交通
商場設有6條24小時行人天橋接駁屯門站、輕鐵屯門站、屯門大會堂及新墟等。地面亦設置屯門站公共交通交匯處，集本地巴士、專線小巴、過境巴士、24小時出租小車以及代辦中港機票等服務的樞紐中心，包括每日會安排500班穿梭巴士往返深圳灣口岸和皇崗口岸及廣東省各城市，方便內地旅客到來。
屯門站公共交通交匯處亦設有跨境巴士站。

## 外景場地
- 2017年無綫電視劇集《愛·回家之開心速遞》主題〈末路尋狗〉在此取景，
- 2017年無綫電視劇集《溏心風暴3》在此取景
- 2018年無綫電視劇集《特技人》在此取景
- 2019年電影《你咪理，我愛你！》在此取景

## 批評

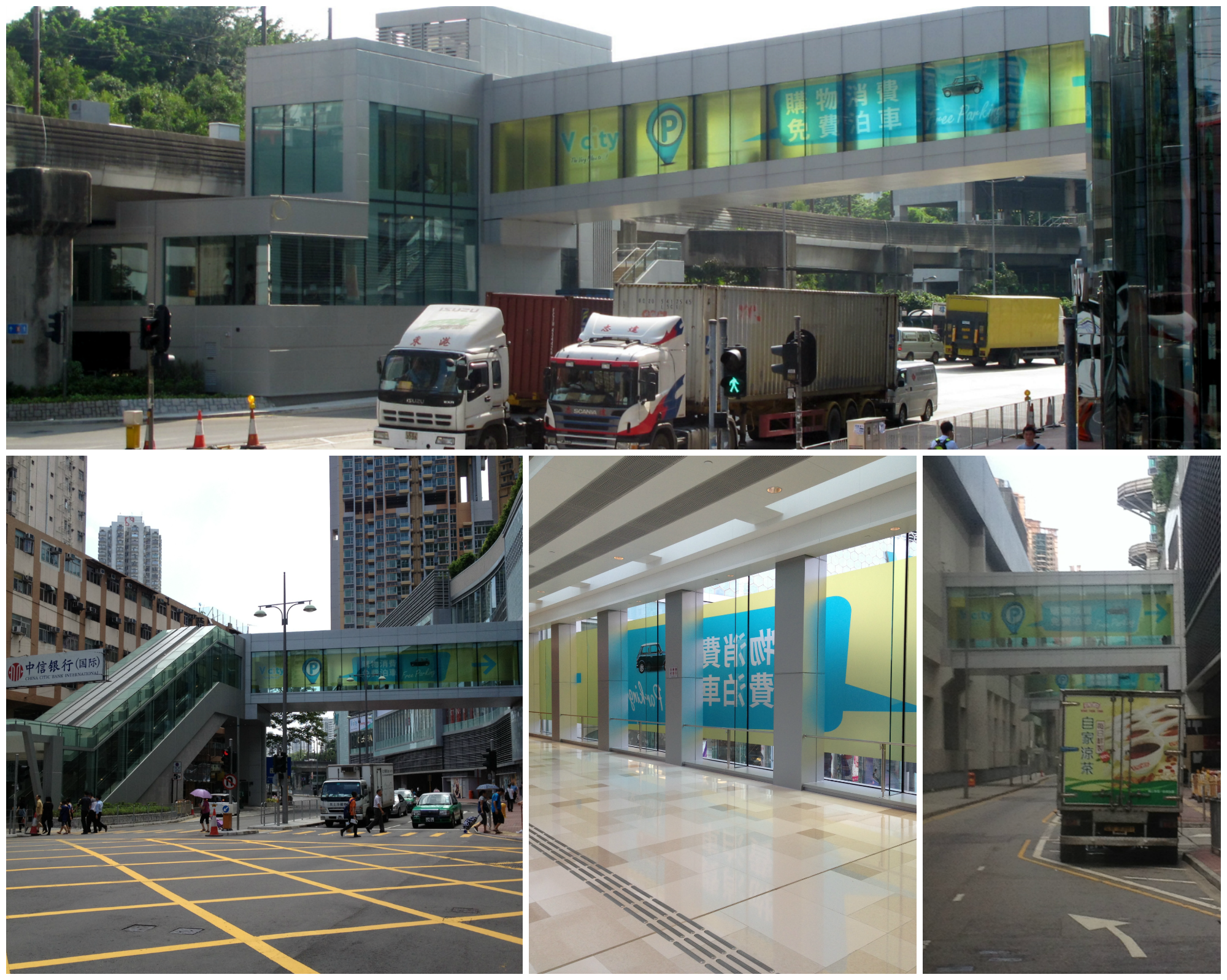
V city開業時，所有冷氣行人天橋的玻璃幕牆均作為廣告用途，經地政署處理後，所有玻璃幕牆的廣告已於2013年11月拆除

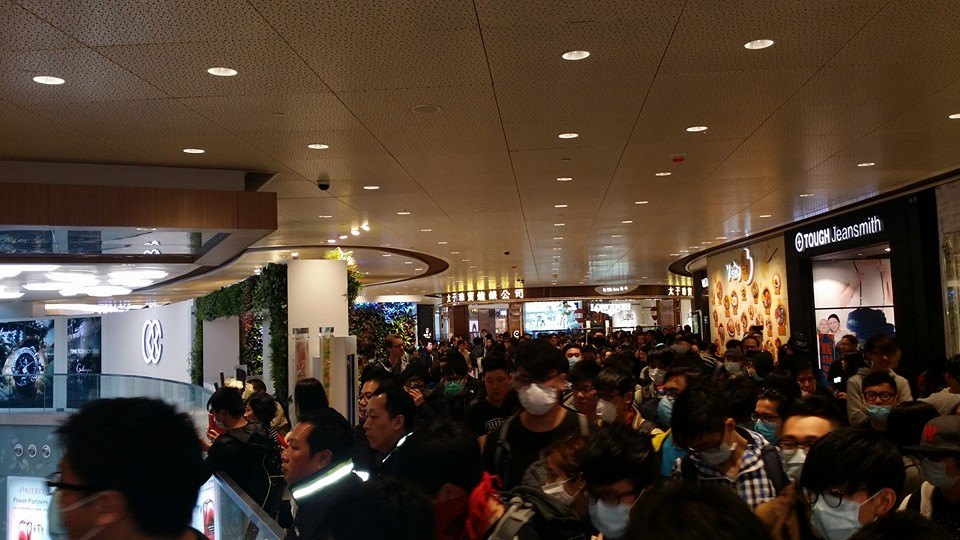
V city商場針對大量自由行來港購物，引發市民在商場進行示威活動，圖為2015年3月8日的遊覽完上水去屯門行動，反對商場租戶市場傾向自由行顧客的不滿

### 淪為中國內地旅客購物商場
V city位於屯門市中心位置，距離深圳灣口岸車程只需15分鐘。因此一直吸引不少來自深圳市的居民及中國內地自由行旅客跨境到來購物，使區內變成內地人購物地點之一。新鴻基期望平均每天有13.4萬人往V city，全年可吸客5,000萬人次，當中兩成為內地客，又會與永東直巴合作，增加行經屯門站的過境巴士一倍，每日500班。引起網民及居民批評新鴻基只顧商場人流及租務收益，忽視港人對大量自由行來港購物影響生活的不滿，結果引發更多問題。V city回應稱，該商場以服務香港及屯門區內居民為目標，並會一視同仁地為訪客提供優惠。至於有關每日500班跨境巴士，僅屬巴士營運商的長遠預測，V city並沒有申辦任何跨境巴士路線。
另外，區內商場推出消費送跨境巴士線車票活動，其中V city只需消費500元就可換領，門檻比鄰近商場為低，V city更一度推出不限條款贈送車票活動。有區議員指出，內地顧客令區內變得人山人海，嚴重影響居民生活。

### 拉高地區物價致老店被迫結業
V city未開幕，新墟附近的舊區小店已出現轉變。對正商場天橋入口的明偉大樓，近街口的三個相連舖位已丟空。在屯門新墟經營士多的鄧先生指，業主因應新商場開幕，近期已拒絕舊租戶續租，幸好自己租用的舖位由親人擁有，才免於結業。而新墟的地面街市一直以價廉物美為名，吸引不少街坊購物。居民擔心扯高物價，最終得不償失。

### 違規擅自加設模仿交通標誌的新指示牌
有網民發現，新鴻基違規於建榮街四個政府路牌下擅自加設模仿交通標誌的新指示牌，指示行車人士前往V city商場。運輸署證實有關交通標誌並未得到運輸署署長許可，已要求負責人立即移除。根據香港法例第374章《道路交通條例》，違規設置交通標誌者可被罰款1,000元及監禁三個月。

### 閒座區偏少
商場開業初期閒座區偏少，唯一閒座區位置是MTR層洗手間入口旁設木造硬座椅作為公共座位供遊人休息。到2013年11月才於各樓層的通道增設硬座椅作為公共座位。惟座位設計及舒適度與日本商場常採用的梳化椅差距甚遠。

### 外牆造成嚴重光污染
V city外牆多個部份採用發光二極管設計，並於晚上時段開啟。惟由於該處鄰近新墟的舊樓群，對居民造成滋擾。於輿論壓力下，發展商已低調將外牆發光二極管於晚上10時關閉。

### 商場多處疑違公契

#### 隨意使用行人天橋玻璃幕牆空間作廣告用途
V city所有冷氣行人天橋的玻璃幕牆均作為廣告用途，只見連綿不絕的消費訊息，騎劫了公眾人士可在天橋上欣賞風景的機會。惟根據地契條款，業權人不得隨意使用或允許有蓋行人天橋相關結構及任何部份（不論對外或對內）作廣告用途或作展示任何招牌、通告或海報。
經地政總署處理後，所有玻璃幕牆的廣告已於2013年11月拆除。
惟現時亦有指示停車場的告示貼在玻璃天橋上。

#### 商場天橋及通道隨意封閉
V city商場有多個出入口均設有行人天橋接連附近商場或車站，根據政府租契，通往時代廣場的行人天橋；位於商場地下，Starbucks旁及卓悅化妝品店旁的扶手電梯須24小時開放，但根據V city管理公司的做法，通往時代廣場的天橋需要在每日早上9時半後才對外開放，扶手電梯不是用鐵馬封閉，便是停止運作，疑違反地契條款。到2013年11月經地政署處理後，管理公司提早至早上7時開放時代廣場的行人天橋。惟接獲報章轉介後，該署已去信業權人，要求延長開放時間至每天廿四小時，並承諾會繼續跟進事件。

## 反修例運動期間事件

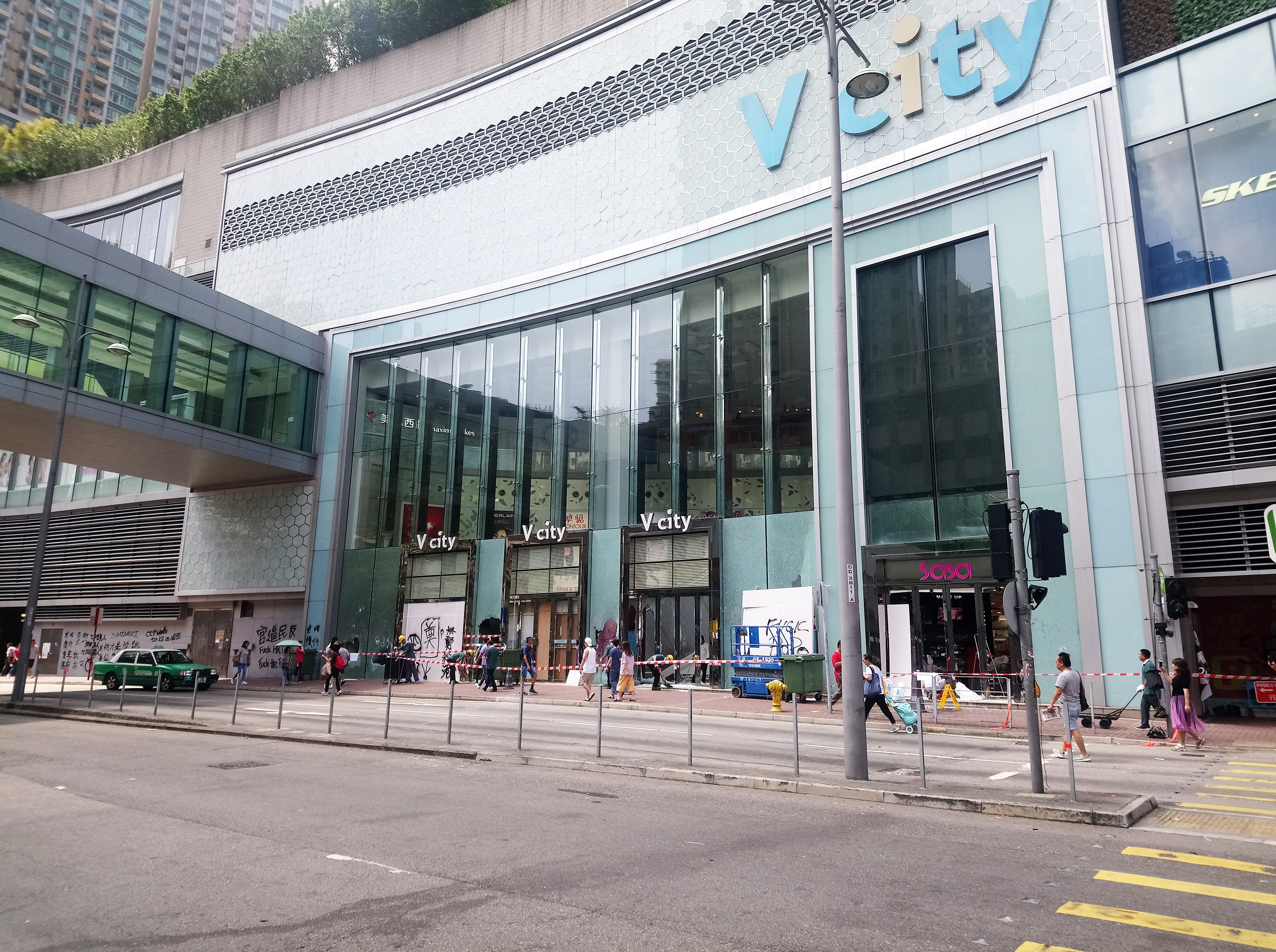
商場南面多幅玻璃被擊碎，外牆被塗鴉

2019年10月2日晚上，有十多名示威者到商場地下的美心集團旗下Starbucks破壞，玻璃碎片散滿一地。部分示威者將Starbucks內的桌椅搬出來作路障之用其後商場地下多個範圍玻璃幕牆也被人擊碎，多個出入口需要封閉維修。
2019年12月26日傍晚近6時許，市民嚮應號召和你Christmas Shop期間，手持警棍的便衣警員在商場MTR層的緊急出口外制服數人，引起在場人士不滿。1分鐘後大批防暴警察趕至，將至少兩名從電梯往下離開的示威者制服，引起圍觀市民不滿及指罵。警方至少施放兩輪胡椒噴霧驅散市民，有警員遭誤中。最後有5人被制服，並封鎖商場部分範圍。
友愛南區候任區議員林健翔得知有數人被拘捕後趕到現場，林表明身份，向警員表示希望了解當區居民被捕時有否足夠法律權利，但數十警員圍堵及警告，警察又以警棍和胡椒噴霧威嚇，要求他出示身份証及搜身，並有警員對他呼喝：「區議員又點呀？」市民也指罵商場職員為何讓防暴警察進入商場。

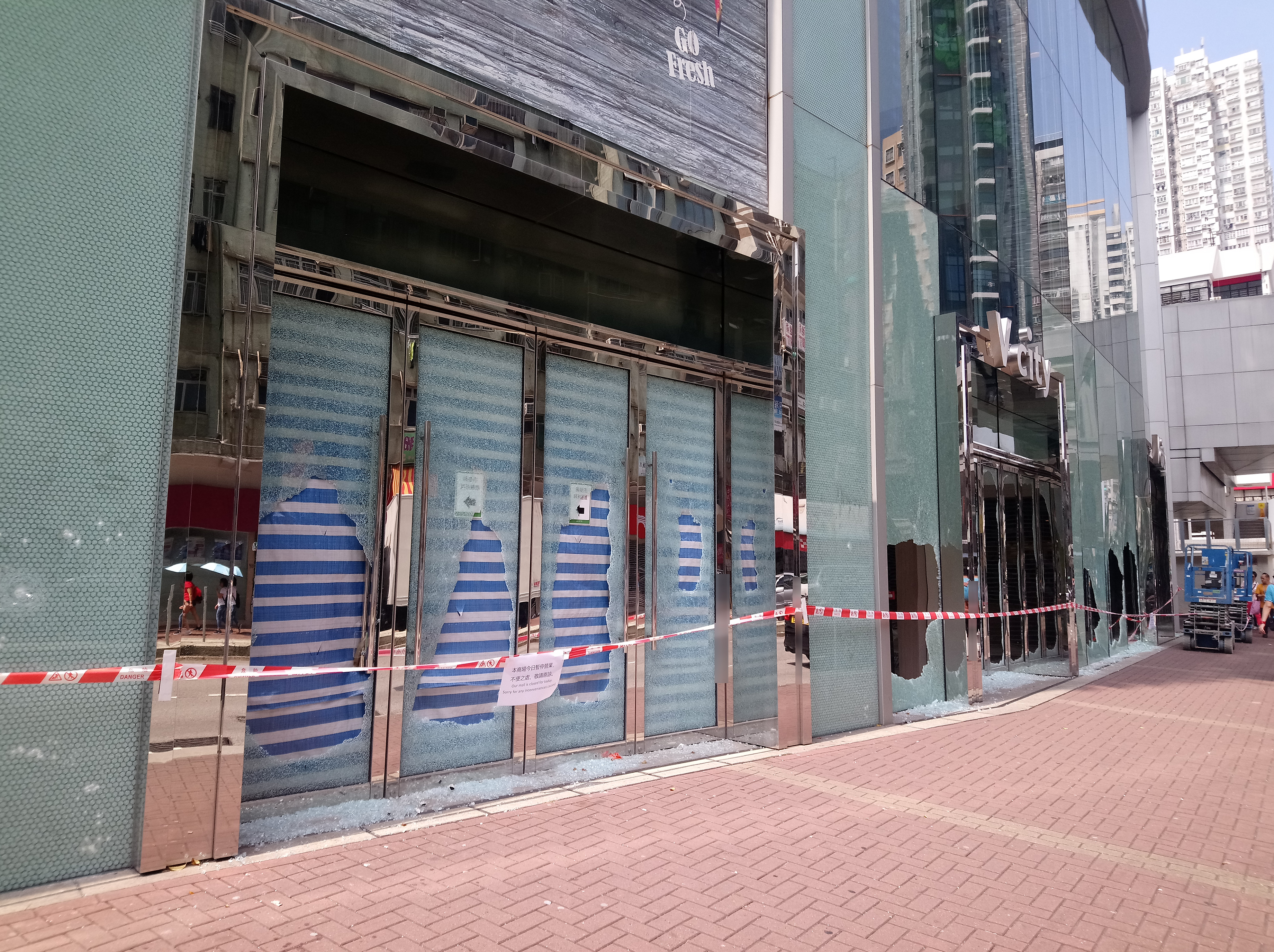
北面玻璃損毀情況
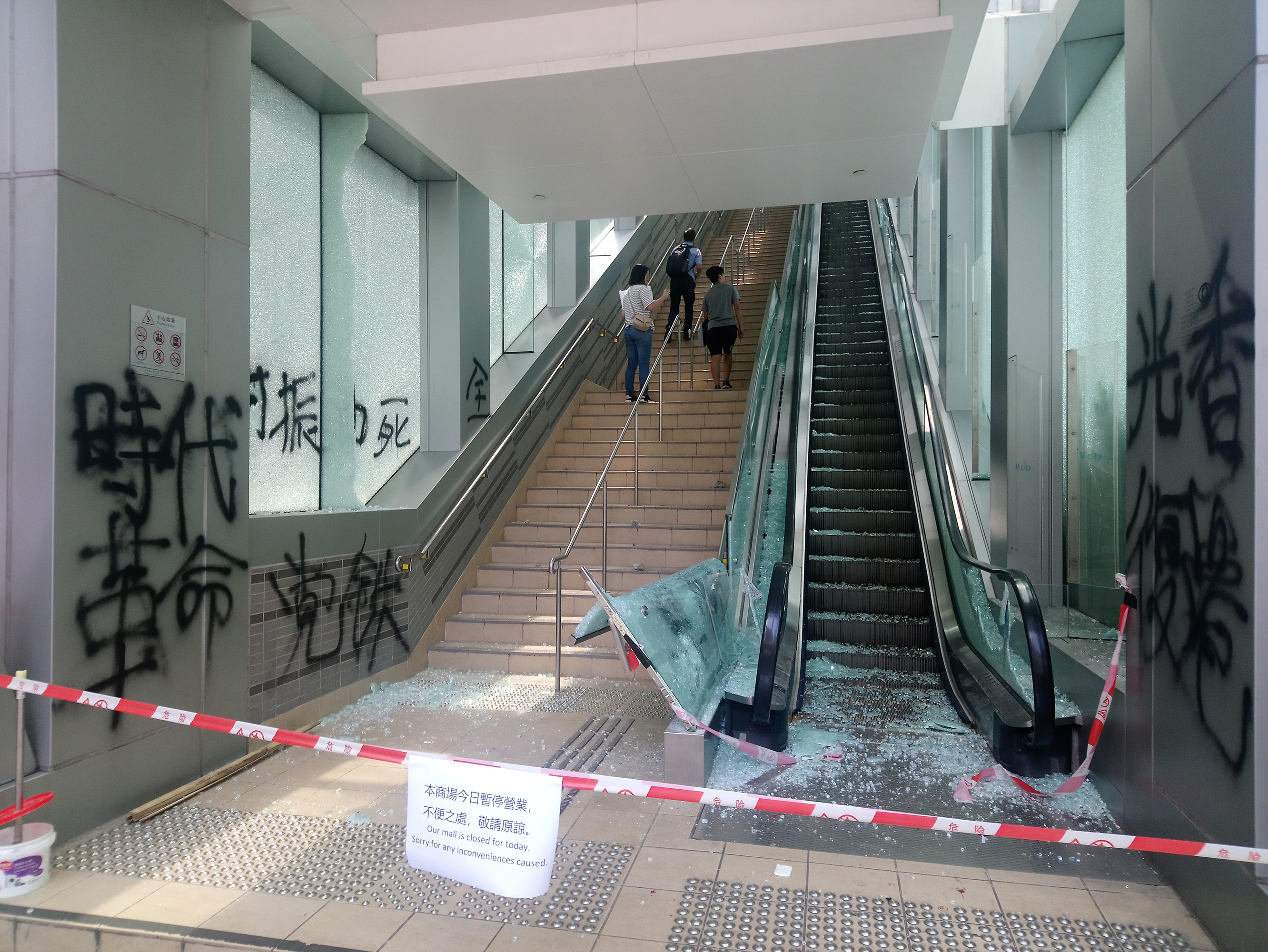
仁政街通往V city、屬該商場管理的行人天橋受損嚴重，事後需封閉多個月等待維修，現已重新開放

## 鄰近建築
- 屯門公園
- 屯門大會堂
- 屯門政府合署
- 屯門公共圖書館
- 屯門時代廣場
- 屯門市廣場
- 錦薈坊
- 屯門仁愛堂
- 聖公會聖西門呂明才中學
- 青山天主教小學
- 屯門警署
- 卓爾居
- 屯門工業區

## 興建圖片

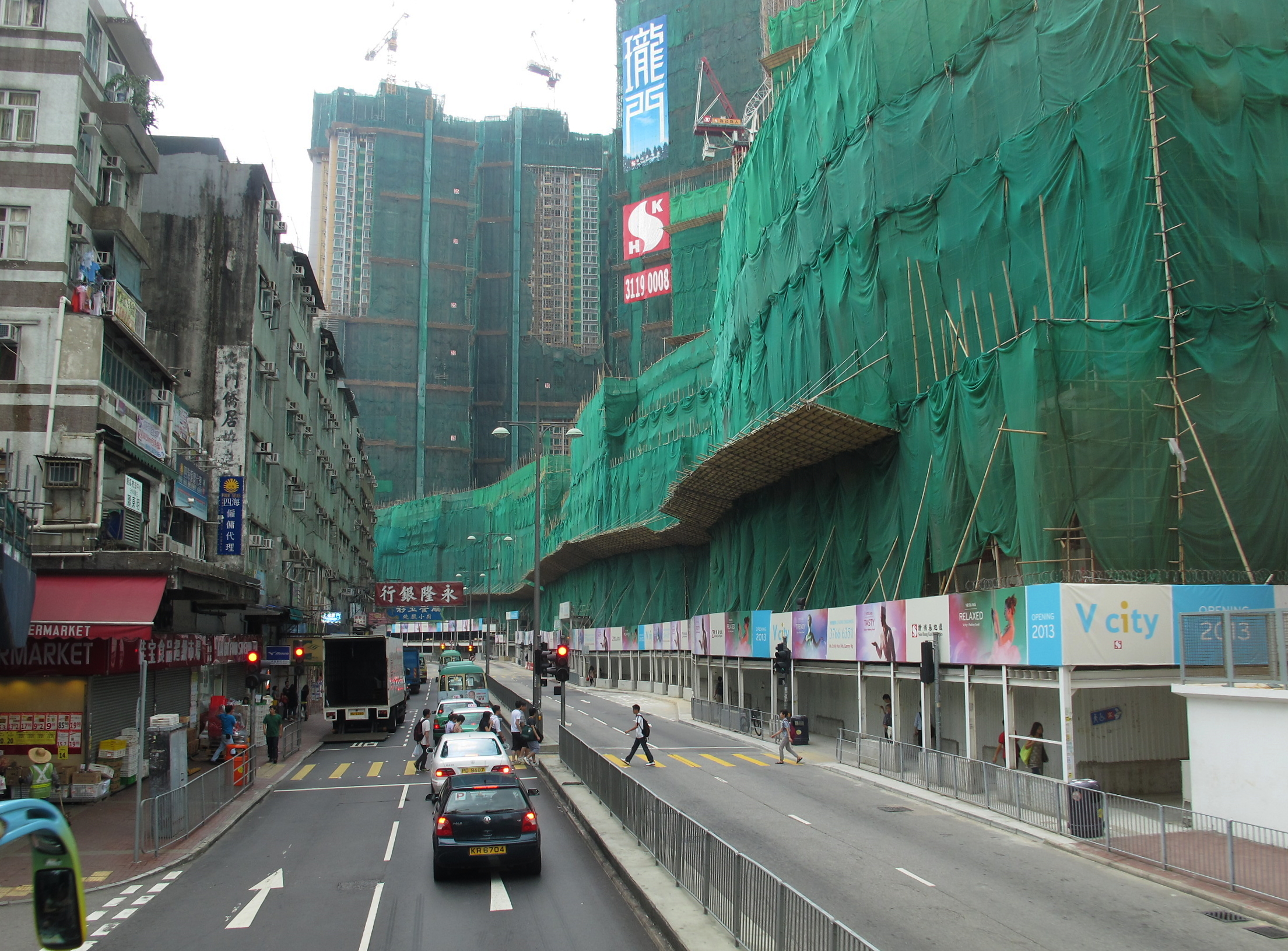
興建中的V city (2012年5月)
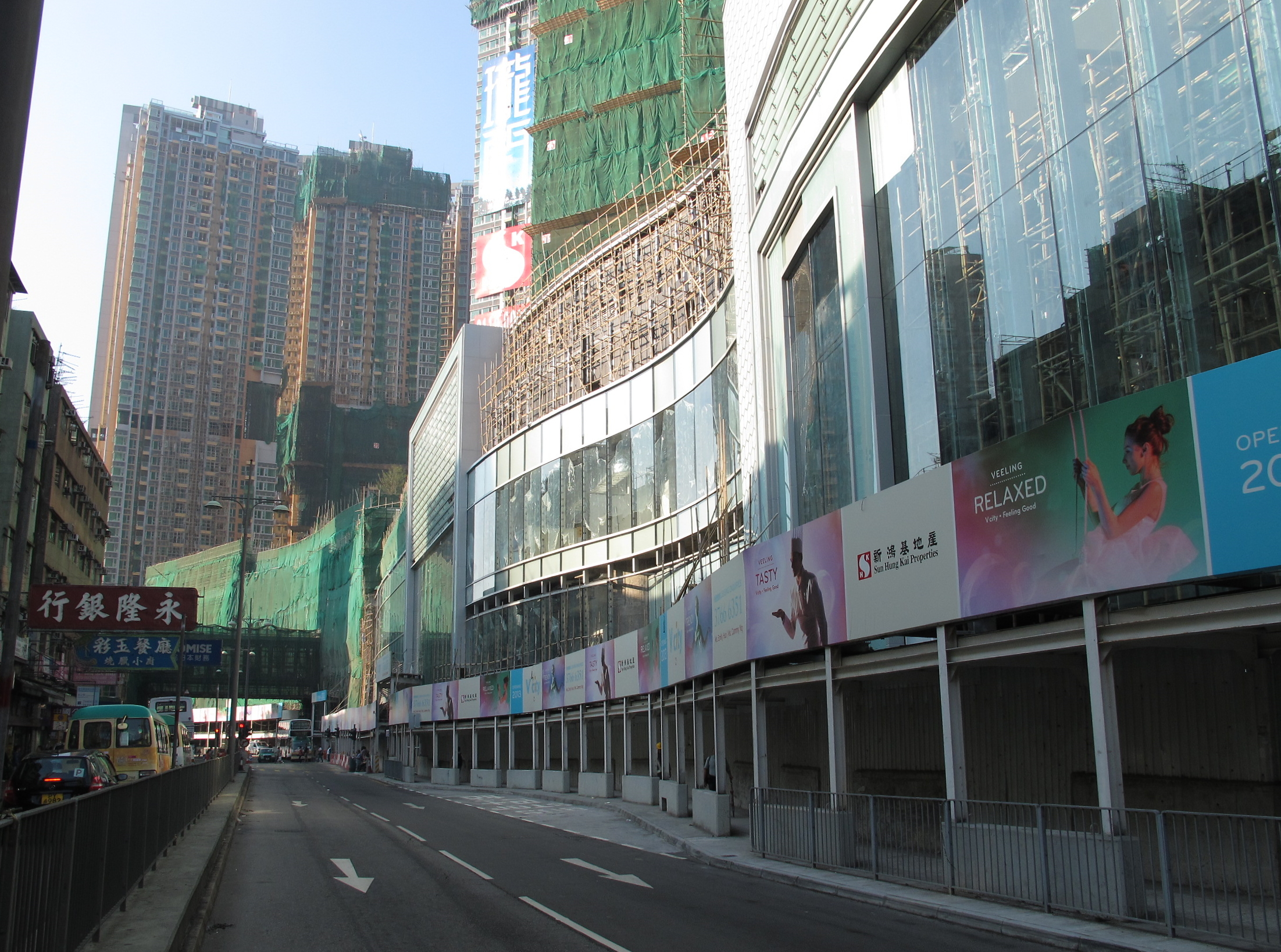
興建中的V city (2012年10月)
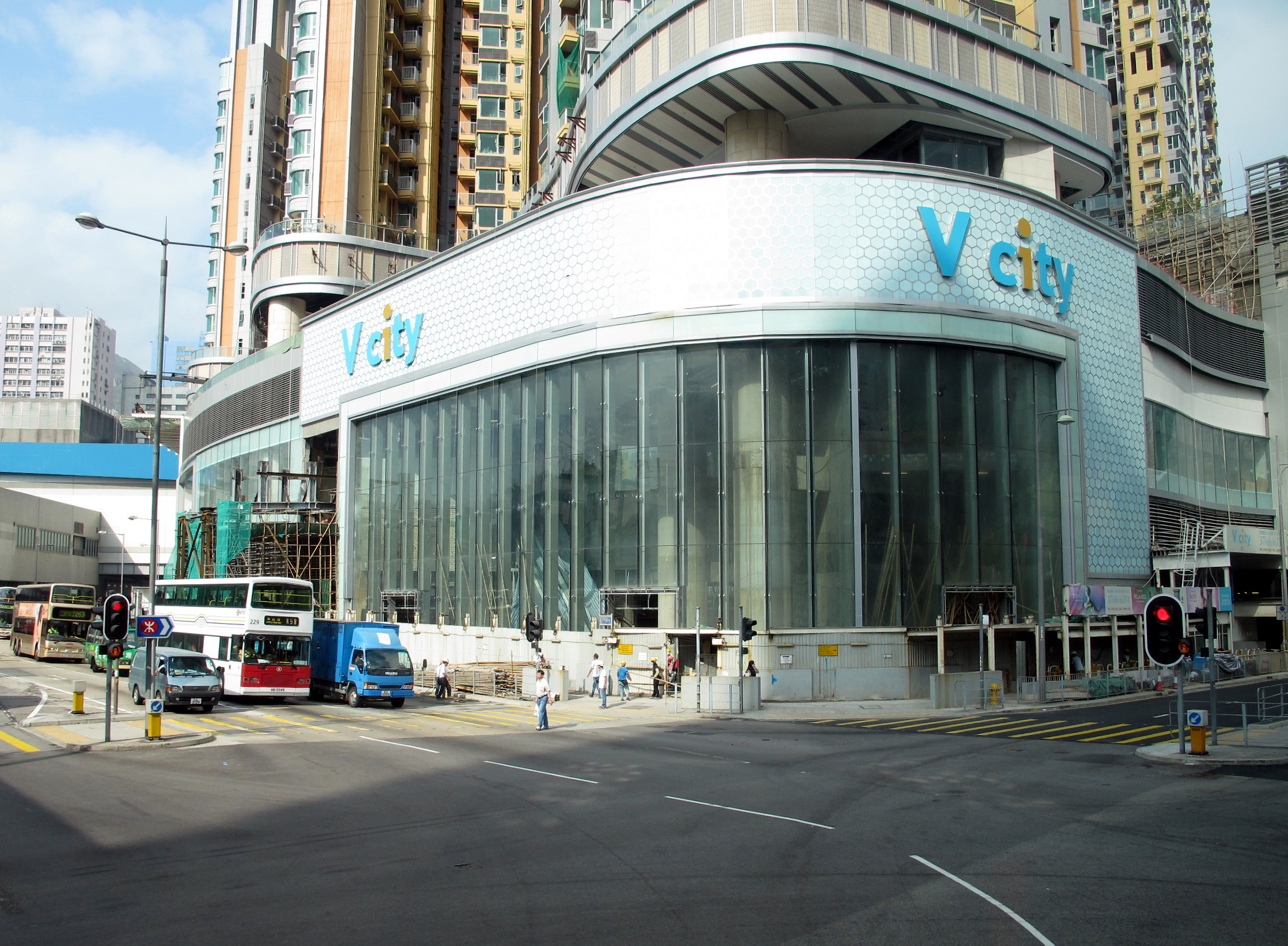
興建中的V city (2012年11月)
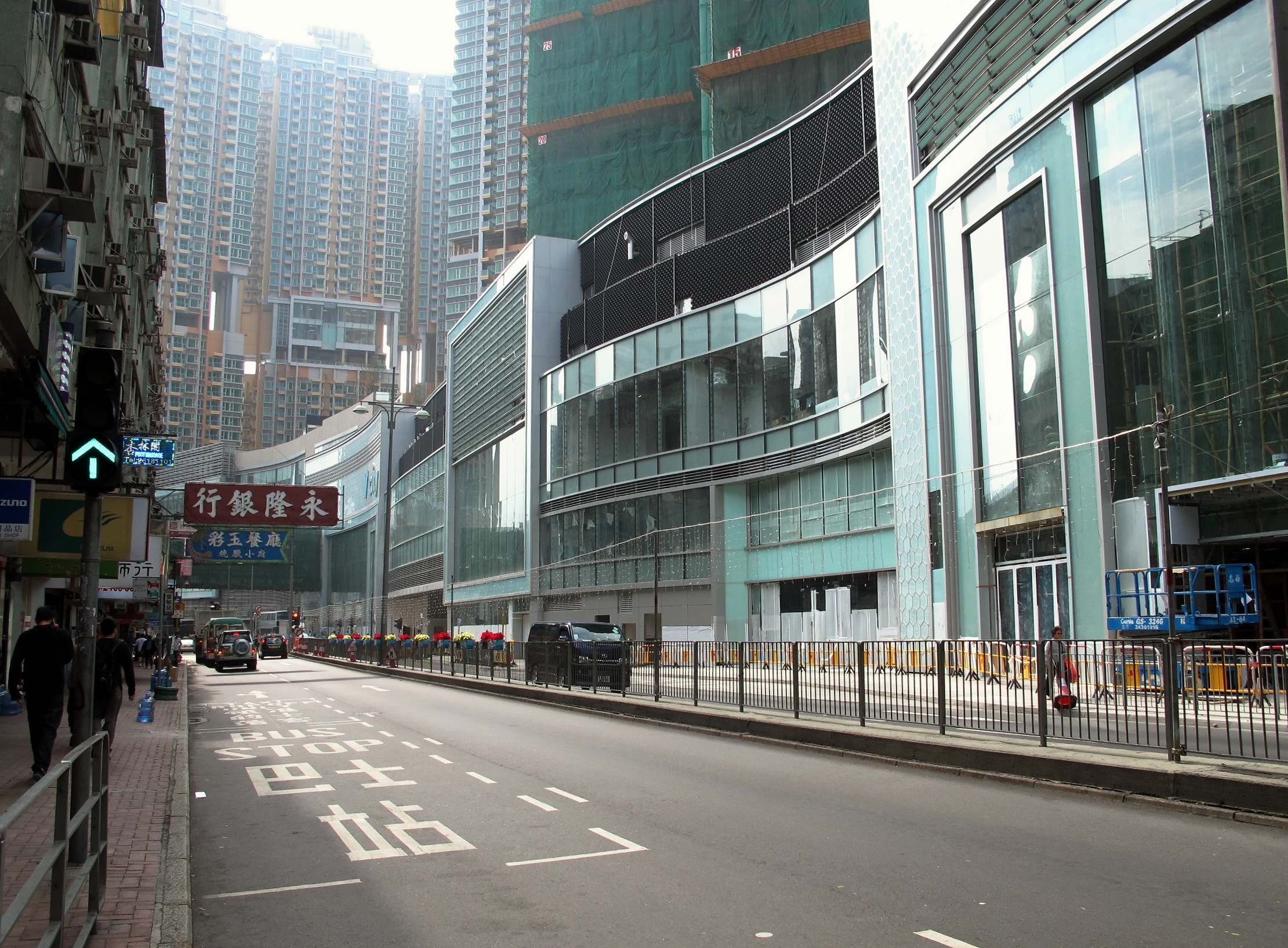
興建中的V city (2012年12月)
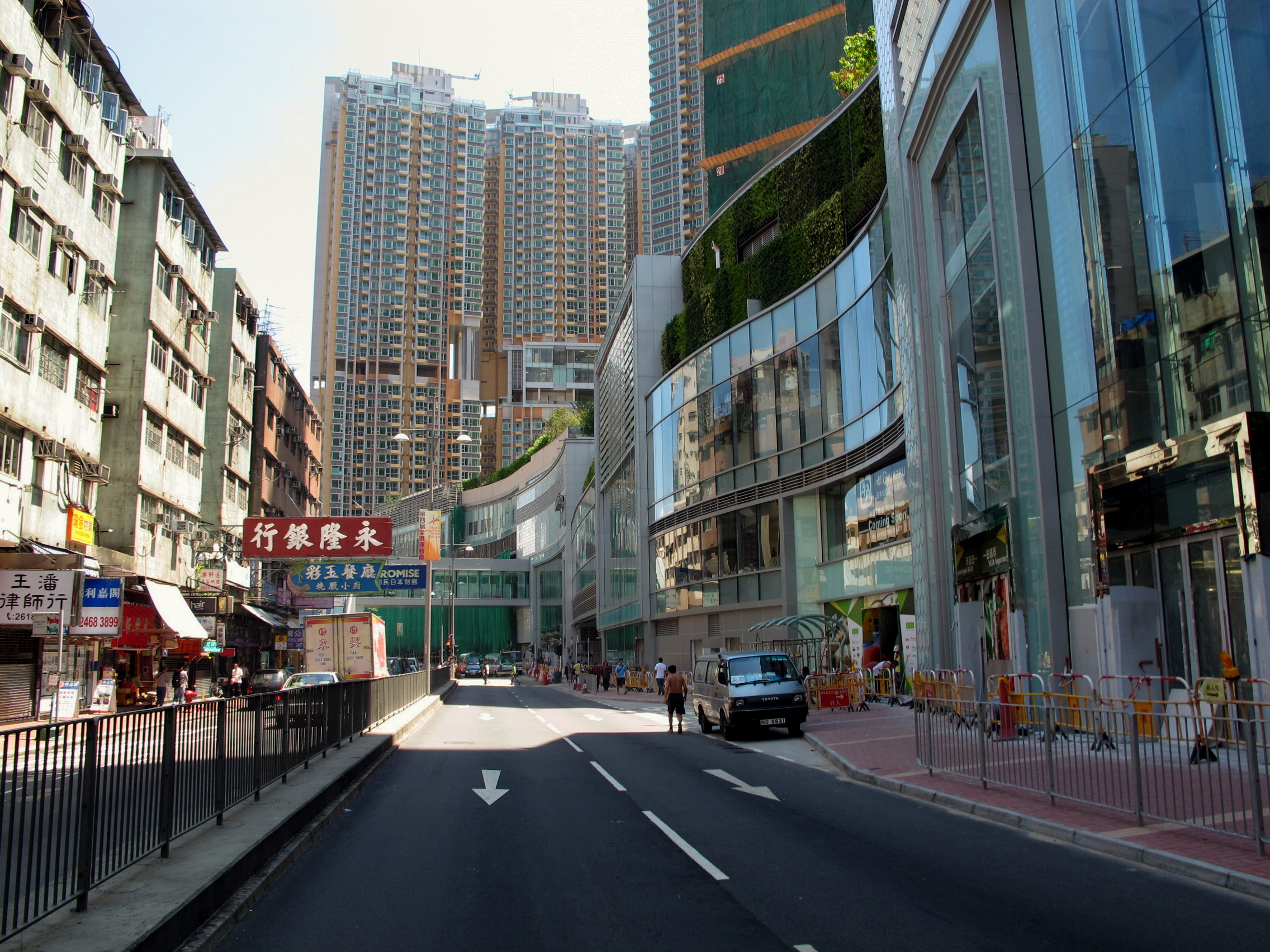
興建中的V city (2013年6月)

## 外部連結
- 官方网站
- V city的Facebook專頁
- V city的新浪微博